# Liste von Söhnen und Töchtern Stettins
Diese Liste führt Personen auf, die in der Stadt Stettin (Szczecin) geboren sind.

## 15. und 16. Jahrhundert

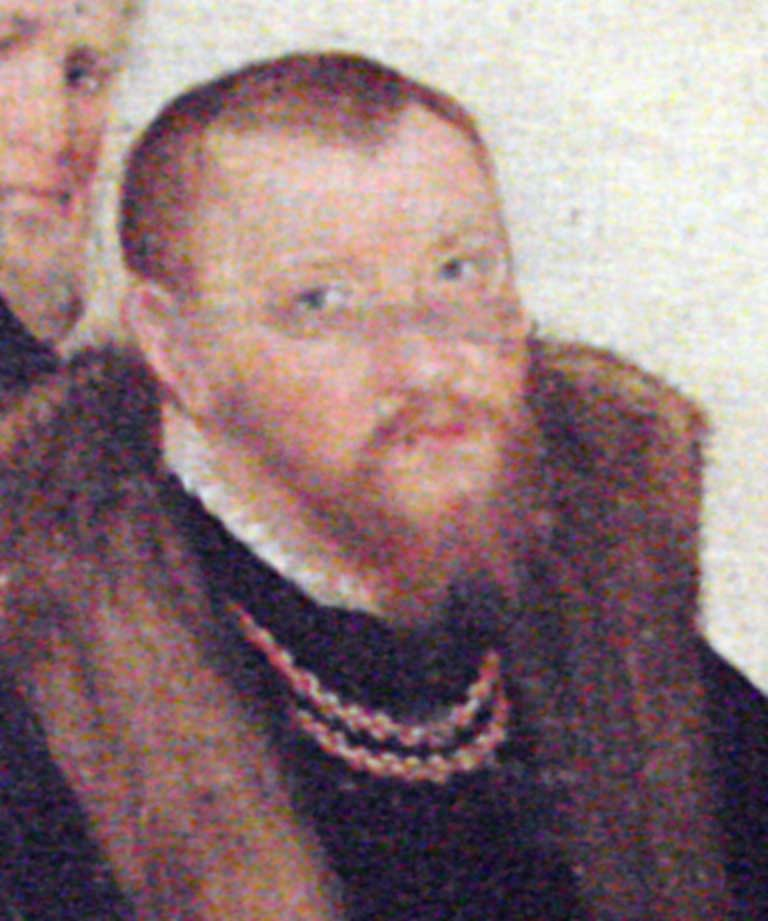
Georg Cracow, Jurist und Staatsmann, kursächsischer Kanzler

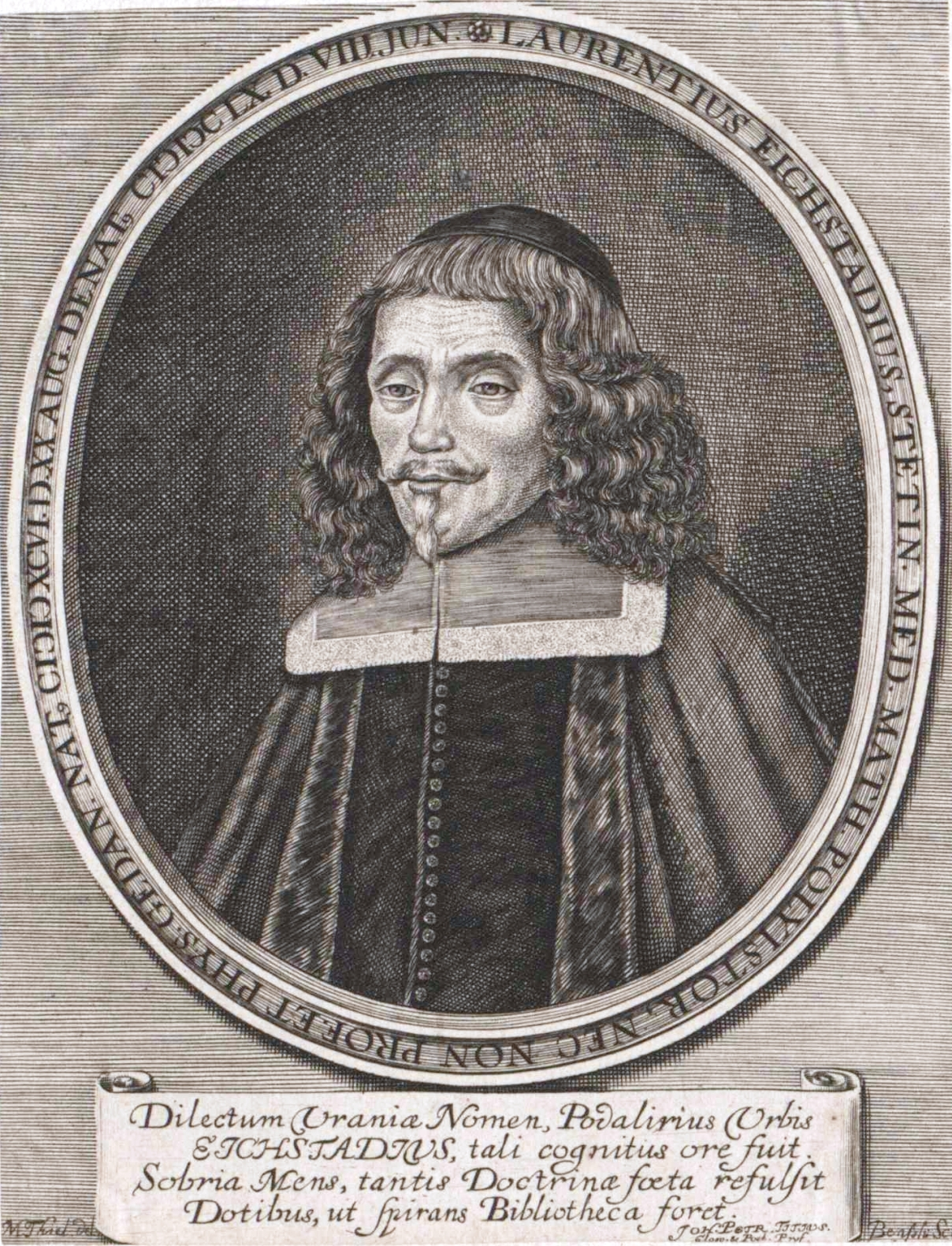
Lorenz Eichstaedt, Stadtphysicus in Stettin, später in Danzig

- Otto Brussow († 1510), römisch-katholischer Theologe und Hochschullehrer
- Nikolaus Löwe († 1536), Jurist und Hochschullehrer
- Johannes Otto († 1545), Jurist und Geistlicher, Professor in Greifswald, Rektor der Universität
- Georg Cracow (1525–1575), Jurist und Staatsmann
- Lukas Taccius (1552–1612), Lehrer, Rektor der Greifswalder Ratsschule
- Friedrich Gerschow (1568–1635), Jurist und Chronist
- Paul Friedeborn (1572–1637), Kommunalpolitiker und Lokalhistoriker, Bürgermeister von Stettin
- Johann Faber (1581–1622), Jurist und Syndicus in Speyer und Lübeck
- Johann Bergius (1587–1658), reformierter Theologe
- Clemens Michaelis (1587–1630), Kommunaljurist, Bürgermeister von Stettin von 1616 bis 1630
- Christopherus Riccius (1590–1643), Jurist und Stadtsyndikus von Danzig
- Friedrich Hartwich (n. 1590 – 1644/76), Jurist und Sekretär des Kontors der Hanse in Bergen
- Conrad Bergius (1592–1642), evangelischer Theologe
- Caspar Schwartz (≈1595–1649), Theologe, Pädagoge, Mediziner, Mathematiker und Kalendermacher
- Lorenz Eichstaedt (1596–1660), Mediziner und Astronom, Stadtphysicus in Stettin, später in Danzig

## 17. Jahrhundert

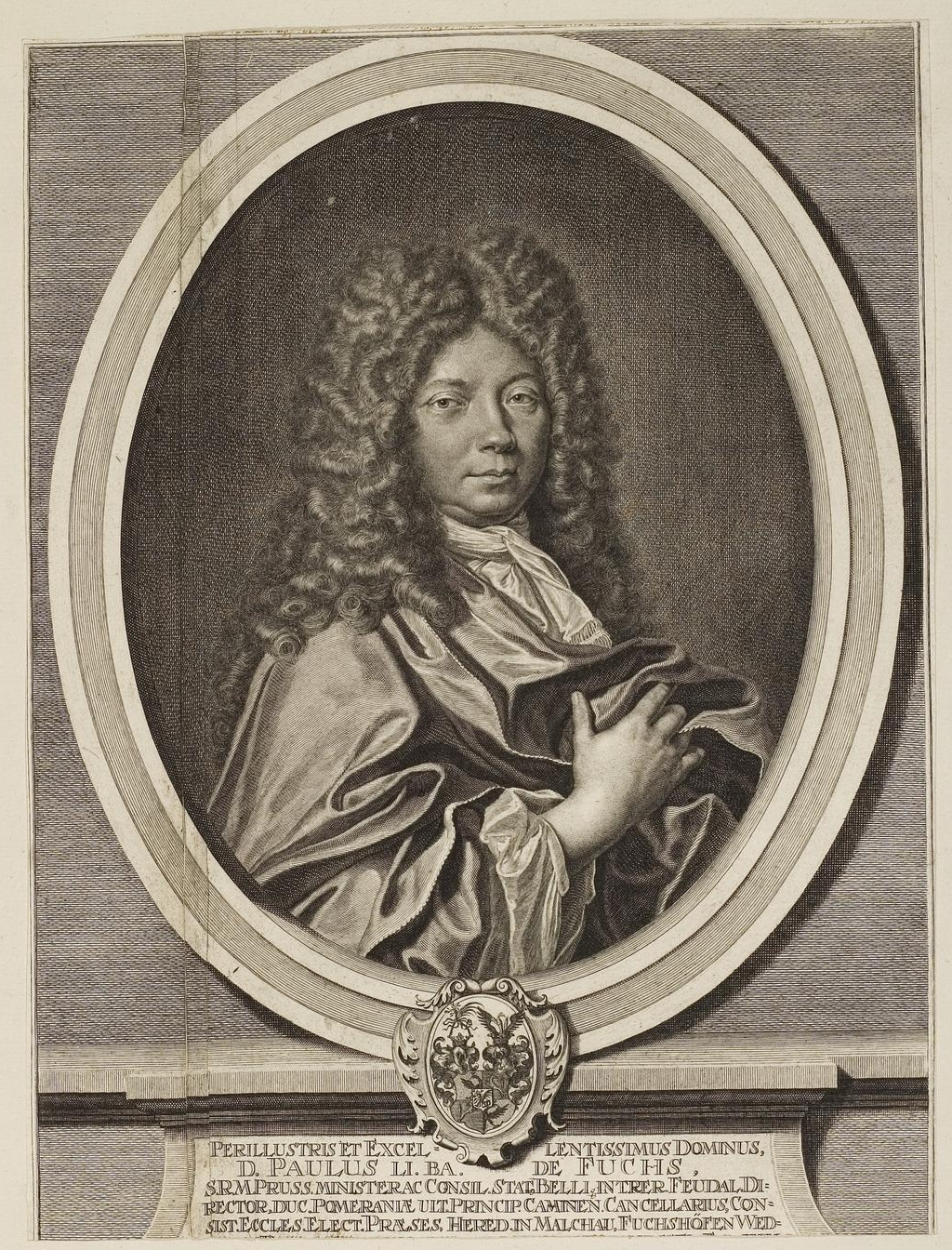
Paul von Fuchs, brandenburgischer Staatsmann, Kanzler von Pommern

- Christoph Otto Oesler (1602–1657), Mediziner
- Johann Sithmann (1602–1666), Jurist, Professor am Gymnasium in Stettin
- Bogislaw Philipp von Chemnitz (1605–1678), deutsch-schwedischer Staatsrechtler und Historiker
- Jakob Friedeborn (1607–1676), brandenburgischer Geheimer Etats-Sekretär
- Franz von Chemnitz (1609–1656), Mediziner und oberster Militärarzt der schwedischen Armee
- Christian Dreier (1610–1688), lutherischer Theologe, Professor an der Albertina-Universität in Königsberg
- Johann Friedrich Chemnitz (1611–1686), Jurist, Historiker und Archivar
- Johann Jacob Pfeiff (1613–1676), deutschbaltischer evangelischer Geistlicher und Bischof von Estland
- Daniel Pfeiff (1618–1662), evangelischer Theologe, Pastor und Professor in Kopenhagen
- Samuel Franck (1633/34–1679), Kirchenmusiker, Kantor am Katharineum zu Lübeck
- Paul von Fuchs (1640–1704), brandenburgischer Staatsmann, Kanzler von Pommern
- Georg Detharding (1645–1712), Arzt und Autor von Lehrbüchern für Hebammen und Pflegepersonal
- Hans Joachim von Hagen (1646–1701), preußischer Generalmajor
- Johann Joachim Zeuner (1647–1716), Zeichner und Hofbeamter, Drost von Münden
- Gustav von Faltzburg (1650–1719), schwedischer Jurist und Präsident des Wismarer Tribunals
- Christian Heinrich Aschenbrenner (1654–1732), Komponist und Violinist, Musikdirektor in Zeitz
- Karl Friedrich von Schlippenbach (1658–1723), preußischer General der Kavallerie und Diplomat
- Benjamin Potzerne (1665–1699), Hochschullehrer, Professor für Logik und Metaphysik in Greifswald
- Michael Henck (1667–1715), Admiral in schwedischen Diensten
- Theophil Andreas Volckmar (≈1684–1768), Organist und Komponist, zuletzt an der Stettiner Jakobikirche tätig
- Magnus Lagerström (1691–1759), schwedischer Unternehmer, Direktor der Schwedischen Ostindien-Kompanie
- Balthasar Friedrich Blanckmeister (1694–1762), evangelischer Theologe, Pastor und Hofprediger in Netzschkau
- Theodor Crüger (1694–1751), lutherischer Theologe und Historiker
- Samuel Christian Hollmann (1696–1787), Philosoph und Naturforscher

## 18. Jahrhundert

### 1701 bis 1750

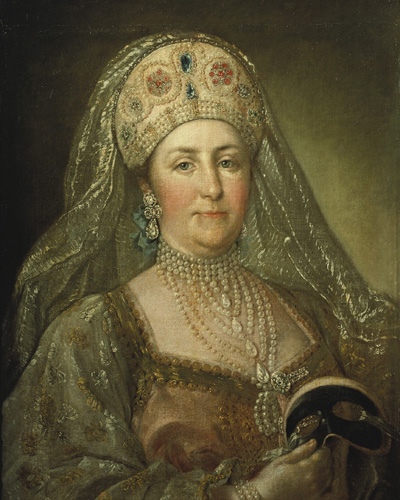
Katharina die Große, Zarin von Russland

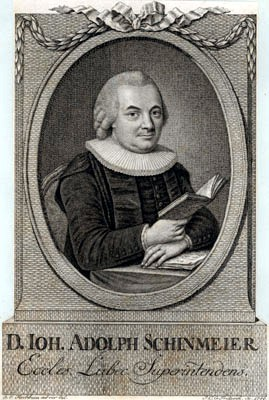
Johann Adolph Schinmeier, Theologe und Orientalist, Rektor des Akademischen Gymnasiums in Stettin

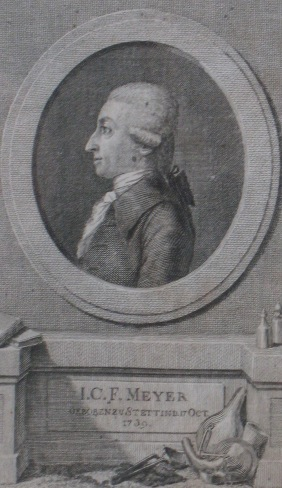
Johann Carl Friedrich Meyer, Inhaber der Hof- und Garnisonsapotheke in Stettin

- Christoph Gottfried von Cochenhausen (1710–1757), preußischer Landrat
- Heinrich Adrian Graf von Borcke (1715–1788), Offizier und Prinzenerzieher
- Johann David Blindow (≈1720–1772), Kommunaljurist, Oberbürgermeister von Stettin
- Adam Joachim Sander (≈1720–1769), Kommunaljurist, Oberbürgermeister von Stettin
- Karl Friedrich Vangerow (1723–1750), Verwaltungsbeamter, Stifter der Vangerowschen Realschule in Stargard
- Katharina II., gen. Katharina die Große (1729–1796), Zarin von Russland
- Samuel Conrad Schwach (1731–1781), deutsch-norwegischer Buchdrucker und Verleger, gründete Norwegens erste Zeitung
- Gustav Schadeloock (1732–1819), Mathematiker, Philosoph, Physiker und Architekt
- Johann Conrad Krüger (1733–1791), Kupferstecher und Bildnismaler, Professor der Zeichenkunst in Berlin
- Joachim Pauli (1733–1812), Buchdrucker und Verleger
- Johann Adolph Schinmeier (1733–1796), evangelischer Theologe und Orientalist
- Friedrich August von Anhalt-Zerbst (1734–1793), regierender Landesfürst
- Johann Anton von Freund (1734–1809), preußischer Offizier im Ingenieurskorps, zuletzt Generalmajor
- Johann Christian Brandes (1735–1799), Schauspieler und Dramatiker
- August Gottlieb Ludwig Hering (1736–1770), Jurist, Dichter evangelischer geistlicher Lieder
- Franz Kasimir von Kleist (1736–1808), Offizier, zuletzt preußischer General der Infanterie, übergab 1806 die Festung Magdeburg
- Johann Wilhelm Redtel (1737–1799), Kommunaljurist, Oberbürgermeister von Stettin
- Johann Carl Friedrich Meyer (1739–1811), Apotheker und Chemiker, Inhaber der Hofapotheke in Stettin
- Wilhelm von Vangerow (1745–1816), Beamter und Historiker, Regierungspräsident in Magdeburg
- Georg Carl von Bandel (1746–1818), preußischer Regierungsdirektor, Präsident des Appellationsgerichts in Ansbach
- Christian Gottlieb Selle (1748–1800), Mediziner und Philosoph
- Gustav Graf von Schlabrendorf (1750–1824), Schriftsteller

### 1751 bis 1800

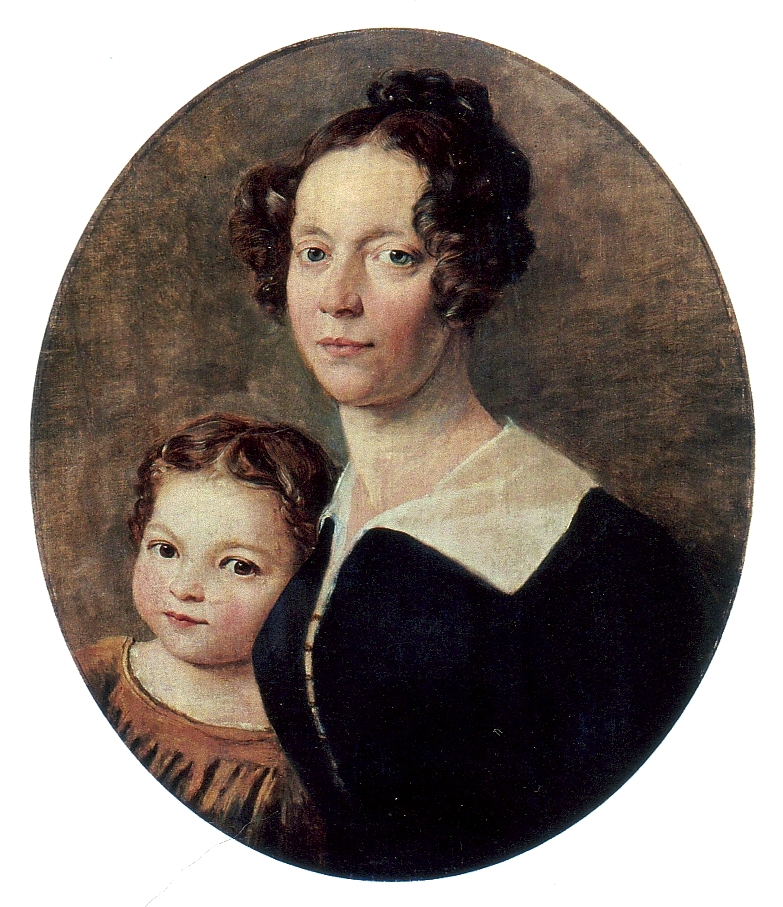
Susanne Schinkel mit Tochter Elisabeth, um 1825

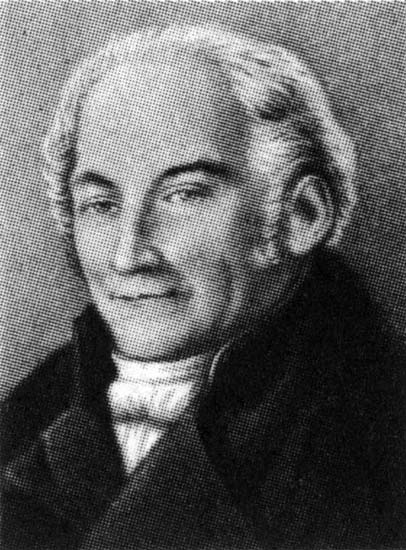
Friedrich von Adelung, Direktor des Orientalischen Instituts in Sankt Petersburg

- Karl Kolbielski (1752–1831), Finanzfachmann, Unternehmer, Abenteurer und politischer Agent
- Wilhelm Ludwig Bauer (1753–1812), Oberlandesgerichtsrat in Insterburg
- Johann Jakob Sell (1754–1816), Schulmeister und Historiker
- Julius Friedrich Knüppeln (1757–1840), Schriftsteller
- Sophie Dorothee von Württemberg (1759–1828), württembergische Prinzessin, als Marija Fjodorowna Zarin von Russland
- Johann Joachim Steinbrück (1760–1841), evangelischer Pfarrer
- Carl Gotthilf Tilebein (1760–1820), kulturell engagierter Kaufmann in Stettin
- Wilhelm Friedrich Philipp von Württemberg (1761–1830), württembergischer Prinz, Kriegsminister, Landtagsabgeordneter
- Johann Carl Friedrich Triest (1764–1810), evangelisch-lutherischer Geistlicher und Musikschriftsteller, Pastor an der Jakobikirche in Stettin
- Friedrich Conrad Krüger (1765–1807), Zeichner, Kupferstecher und Maler
- Heinrich Meyer (1767–1828), Mediziner
- Friedrich von Adelung (1768–1843), deutsch-russischer Jurist und Sprachforscher, Direktor des Orientalischen Instituts in Sankt Petersburg
- August Ferdinand Triest (1768–1831), Architekt und Baubeamter
- Joachim Ludwig Zitelmann (1768–1823), preußischer Landbaudirektor und Regierungsbaurat
- Konrad Levezow (1770–1835), Klassischer Archäologe, Prähistoriker, Dichter und Autor
- August von Owstien (1771–1847), preußischer Generalmajor und Kommandant der Festung Graudenz
- Johann Georg Emil von Brause (1774–1836), Offizier, zuletzt Direktor der Allgemeinen Kriegsschule in Berlin
- Louise Pauli (1774–1823), Buchdruckerin und Verlegerin
- Hans von Hagen (1775–1851), preußischer Generalmajor
- Wilhelm Friedrich von Jordan (1775–1841), königlich-bayerischer Kammerherr und Generalleutnant
- Andreas Kretzschmer (1775–1839), Jurist und Volksliedforscher
- Wilhelm Heinrich Minter (1777–1832), Offizier Kongresspolens und Architekt
- Christian Philipp Koehler (1778–1842), Beamter, preußischer Wirklicher Geheimer Rat und Mitglied des Staatsrats
- Carl Berend Sigismund von Flemming (1779–1835), Landrat des Kreises Cammin
- Susanne Schinkel, geborene Berger (1780–1861), Ehefrau und Nachlassverwalterin des Künstlers Karl Friedrich Schinkel
- Eduard Ferdinand Geiseler (1781–1837), Apotheker, Arzt und Botaniker
- Henriette Beyer (1782–1855), deutsch-polnische Malerin, gründete in Warschau die erste Malschule Polens
- Friederike Adelung (1783–1817), Schriftstellerin
- Friedrich Graf von Wrangel (1784–1877), preußischer General
- Friedrich Wilhelm Gribel (1785–1846), Kaufmann und Reeder
- Wilhelm Heinrich Friedrich von Kleist (1785–1867), Offizier, zuletzt preußischer charakterisierter Generalmajor
- Ernst Heinrich Friedrich Carl von Eickstedt (1786–1830), preußischer Offizier in den Befreiungskriegen und Gutsbesitzer
- August Wilhelm Grüneberg (1787–1837), Orgelbauer, führte eine Werkstatt in Stettin
- Georg Friedrich Pohl (1788–1849), Naturwissenschaftler und Naturphilosoph
- Auguste Hüssener (1789–1877), Kupferstecherin
- Wilhelm Berger (1790–1858), Architekt und Baubeamter
- Karl Karow (1790–1863), Komponist, Arrangeur und Schulmeister
- Heinrich Lengerich (1790–1865), Historien- und Bildnismaler
- Wilhelm Böhmer (1791–1842), Historiker, Lehrer am Marienstiftsgymnasium
- Johann Heinrich Julius Blume  (1795–1865), preußischer Generalmajor, zuletzt Inspekteur der 1. Artillerie-Festungs-Inspektion
- Carl Wilhelm August Krüger (1797–1868), Jurist und Kunstsammler
- Carl Ferdinand Triest (1797/98–1889), Regierungsbeamter, Direktor der Rentenbank für die Provinz Pommern
- Heinrich Philipp August Damerow (1798–1866), Mediziner, Herausgeber der Allgemeinen Zeitschrift für Psychiatrie
- Karl Lœillot-Hartwig (1798–1864), deutsch-französischer Maler und Lithograf
- Ferdinand Oelschläger (1798–1858), Organist und Komponist, Organist an der Schlosskirche zu Stettin
- Christian Friedrich Scherenberg (1798–1881), Dichter
- Friedrich Ernst August von Schwichow (1798–1868), Pferdezüchter
- Ludwig von Winterfeld (1798–1889), preußischer Generalmajor im Ingenieurskorps
- August Wilhelm Bohtz (1799–1880), Ästhetiker und Literaturhistoriker
- Heinrich Hammermeister (1799–1860), Opernsänger
- Albert von Liebenau (1799–1871), preußischer Generalmajor
- Carl Schmid (1799–1885), Maler
- Friedrich Wilhelm Porth (1800–1874), Theaterschauspieler

## 19. Jahrhundert

### 1801 bis 1820

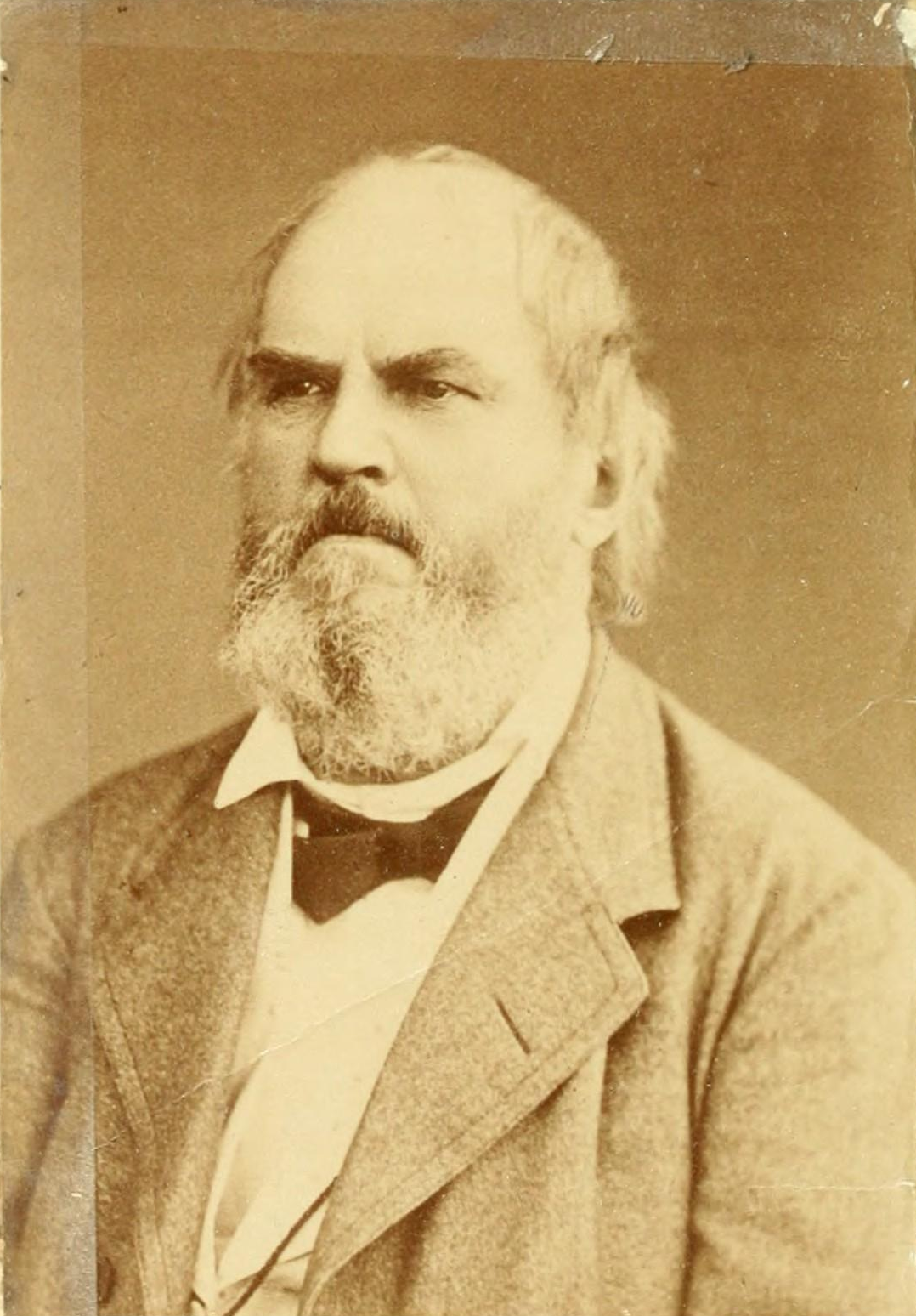
Carl August Dohrn, Insektenkundler, Direktor der Pommerschen Provinzial-Zuckersiederei

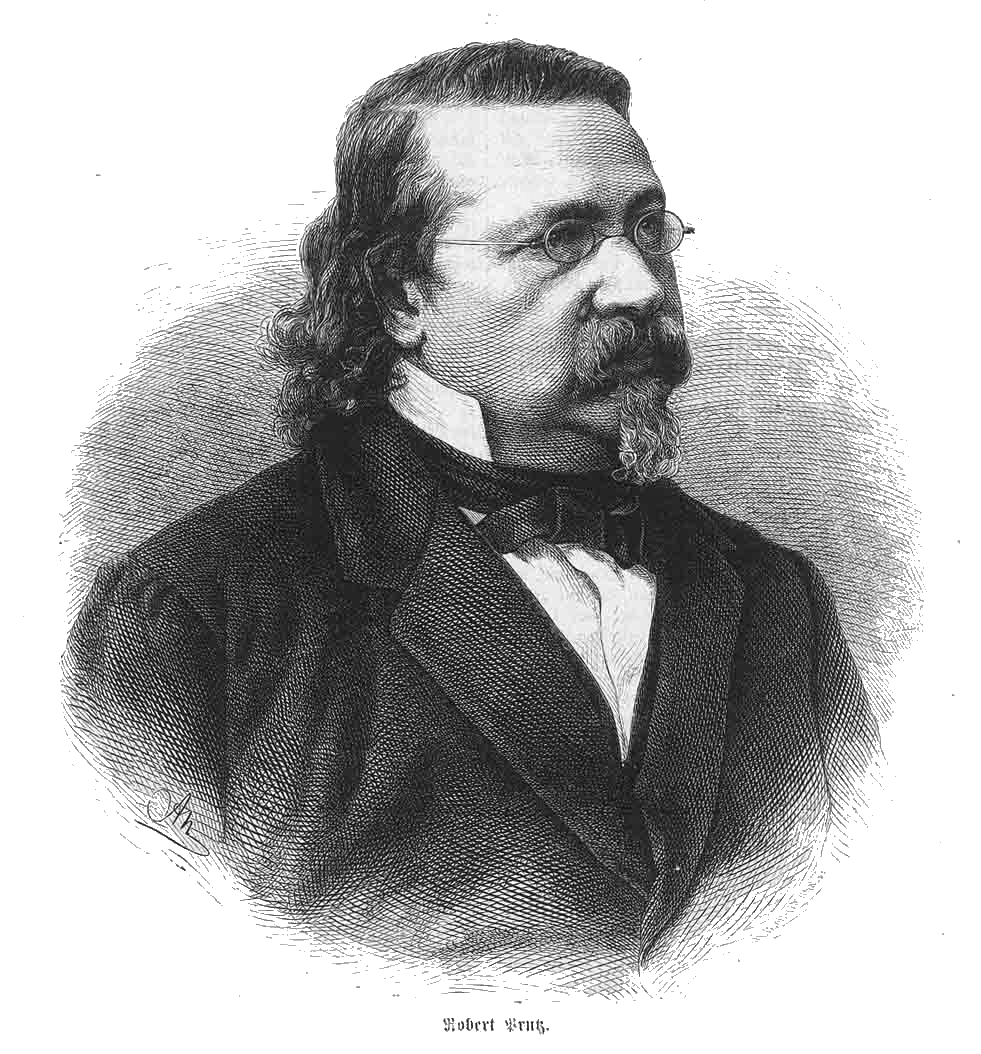
Robert Eduard Prutz, Publizist des Vormärz

Ferdinand Henry, preußischer Militärbeamter, Intendant des Gardekorps

- Ferdinand Didier (1801–1867), Fabrikant, Mitbegründer der „Stettiner Chamottefabrik F. Didier“
- August Effert (1801–1870), Buchhändler und Verleger
- Theodor Goltdammer (1801–1872), Justizjurist, begründete „Goltdammer’s Archiv für Strafrecht“
- Ludwig Quandt (1801–1871), evangelischer Pfarrer und Historiker
- Carl Calebow (1802–1883), Ingenieur, Baumeister, Eisenbahndirektor und Baurat
- Theodor Hildebrandt (1804–1874), Maler
- Emil Rahm (1804–1882), Kaufmann und Mitglied der Frankfurter Nationalversammlung
- Wilhelm Loeillot (1804/05–1891), Lithograf und Verleger
- August Dieckhoff (1805–1891), Architekt; entwarf unter anderem die Villa Hammerschmidt
- Franz Hermann Lengerich (1805–1881), evangelisch-lutherischer Pfarrer, Superintendent in Demmin und Präses der Pommerschen Generalsynode
- Carl August Dohrn (1806–1892), Insektenkundler, Direktor der Pommerschen Provinzial-Zuckersiederei
- Rudolf von Normann (1806–1882), Maler, Zeichner, Lithograph und Bühnenbildner
- Ludwig Most (1807–1883), Maler des Biedermeier
- Franz Theodor Kugler (1808–1858), Kunsthistoriker und Schriftsteller
- Hermann Graßmann (1809–1877), Mathematiker und Sprachwissenschaftler
- Carl Gustav Friedrich Hasselbach (1809–1882), Kommunalpolitiker und Bürgermeister der Stadt Magdeburg
- Heinrich Kirchweger (1809–1899), Eisenbahningenieur
- Wilhelm Telschow (1809–1872), Buchhalter, Autor und Librettist
- Ernst Rudolf Redepenning (1810–1883), evangelisch-lutherischer Kirchenhistoriker
- Carl Eduard Geppert (1811–1881), Altphilologe und Historiker, Professor in Berlin
- Louise Kugler (1811–1884), Malerin
- Heinrich Triest (1811–1885), Kirchenmusiker und Komponist, Organist an der St. Gertrudkirche in Stettin
- Karl Emil Lischke (1813–1886), Kommunalpolitiker und Weichtierforscher, Oberbürgermeister von Elberfeld
- Gustav Adolf Schiffmann (1814–1883), evangelischer Geistlicher, Archidiakon an St. Jacobi in Stettin und Freimaurer
- Otto Karl Berg (1815–1866), Botaniker und Pharmakognost, a.o. Professor an der Universität Berlin
- Robert Graßmann (1815–1901), Verleger und Schriftsteller
- Heinrich von Reckow (1815–1895), preußischer Generalmajor und Kommandeur der 29. Kavallerie-Brigade
- Richard Wegner (1815–1894), Verwaltungsjurist, Regierungspräsident in Stettin von 1882 bis 1887
- Robert Eduard Prutz (1816–1872), Schriftsteller,  Dramatiker und Pressehistoriker
- August Wagner (1816–1896), Organist und Chorleiter, Musikdirektor und Organist an St. Nikolai in Greifswald
- Karl Gustav von Sandrart (1817–1898), Offizier, preußischer General der Infanterie
- Reinhold Solger (1817–1866), deutschamerikanischer Staatsmann, Gelehrter und Schriftsteller
- Gustav Zimmermann (1817–1866), Militärarzt
- Hermann Dumrath (1818–1906), Regierungsbeamter, Rittergutsbesitzer und Mitglied des Preußischen Abgeordnetenhauses
- Gustav Hasselbach (1818–1898), Finanzbeamter, zuletzt Vorsitzender der Statistischen Zentralkommission
- Julius Diedrich (1819–1890), lutherischer Theologe und Pastor
- Ferdinand Henry (1819–1891), leitender preußischer Militärbeamter
- Julius Cosmar (1820–1899), Gutsbesitzer und Wohltäter der Stadt Gotha
- Elisabeth Philippine Karoline von Dewitz (1820–1899), Schriftstellerin, veröffentlichte unter dem Namen Elise von Fernhain
- Hugo von Loos (1820–1883), preußischer Generalleutnant und Kommandeur der  28. Infanterie-Brigade
- Gustav Müller (1820–1889), Kaufmann, Politiker und königlich-belgischer Konsul

### 1821 bis 1840

Barnim Grüneberg, Orgelbauer in Stettin

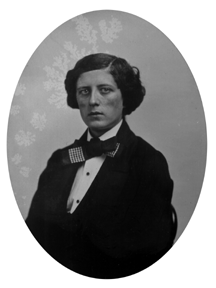
Felicita von Vestvali, Sängerin und Schauspielerin

- Henry Lange (1821–1893), Kartograf und Schriftsteller
- Barnim von Zeuner (1821–1904), preußischer General der Infanterie
- Rudolf von Kanitz (1822–1902), preußischer Offizier, zuletzt Generalleutnant
- Julius Grün (1823–1896), Berliner Porträtmaler
- Karl Hoffmann (1823–1859), Arzt und Naturforscher
- Hermann Wasserfuhr (1823–1897), Mediziner, Ministerialrat im Ministerium für Elsaß-Lothringen
- Alwin von Loos (1824–1883), preußischer Generalleutnant und Kommandant von Mainz
- August Steffen (1825–1910), Kinderarzt, Leiter der Stettiner Kinderheilanstalt
- Carl Johann Lüdecke (1826–1894), Architekt
- Julius Carl Friedrich Aßmann (1827–1886), Uhrmacher, Uhrenfabrikant in Glashütte
- Eduard Böhmer (1827–1906), Romanist und evangelischer Theologe
- Hermann Grüneberg (1827–1894), Chemiker und Unternehmer
- Friedrich Behrens (1828–1872), Verwaltungsbeamter, kommissarischer Landrat des Kreises Mettmann
- Barnim Grüneberg (1828–1907), Orgelbauer, führte eine Werkstatt in Stettin
- Wilhelm Friedrich von Schulz (1829–1899), preußischer Generalleutnant, Organisator des Militäreisenbahnwesens
- Ernst Witte (1829–1910), Jurist und Mitglied des Deutschen Reichstags
- Marie Wollmann (1829–1908), Kindergärtnerin und Erzieherin in Halle an der Saale
- Franz Kern (1830–1894), Klassischer Philologe, Germanist und Gymnasiallehrer, Direktor des Stadtgymnasiums in Stettin
- Paul von Leszczynski (1830–1918), Offizier, preußischer General der Infanterie
- Paul Grapow (1831–1875), Kartograf und Kapitän zur See
- Adolf Pompe (1831–1889), Dichter und Pastor, Verfasser des Pommernliedes
- Justus Scheibert (1831–1903), preußischer Ingenieuroffizier, Kriegsberichterstatter aus dem amerikanischen Bürgerkrieg
- Felicita Vestvali (1831–1880), Sängerin und Schauspielerin
- Karl Heinrich von Boetticher (1833–1907), preußischer Beamter, Vizekanzler und Politiker
- Emil Teschendorff (1833–1894), Historien- und Architekturmaler, Professor an der Akademie der Künste in Berlin
- Albert Bogislav Lüdecke (1834–1910), Landschaftsmaler der Düsseldorfer Schule
- Gustav Behnke (1837–1919), Architekt und Baubeamter
- Ernst von Heyden (1837–1917), Politiker, Landschaftsdirektor von Vorpommern und Mitglied des preußischen Herrenhauses
- Hans von Lenke (1837–1917), preußischer General und Kommandeur der 19. Division
- Hugo von Meyer (1837–1902), Jurist, Professor für Straf- und Strafprozessrecht in Tübingen
- Max Waechter (1837–1924), britischer Geschäftsmann, Kunstsammler und Philanthrop, Vordenker der Einigung Europas
- Carl Schmidt (v. 1838 – v. 1902), Theaterschauspieler, Sänger, Tänzer und Theaterintendant
- Theodor von Holleben (1838–1913), Diplomat
- Adolf Marks (1838–1904), Buchhändler und Verleger; wirkte in Sankt Petersburg
- Albert Schlutow (1838–1909), Industrieller, Bankier und Politiker, Mitinhaber des Bankhauses „Wm. Schlutow“
- Otto Dammer (1839–1916), Chemiker, Schriftsteller und Publizist
- Wilhelm von Heyden-Cadow (1839–1920), Politiker, preußischer Minister für Landwirtschaft, Domänen und Forsten
- Paul von Ploetz (1839–1915), Gutsbesitzer, Mitglied des Preußischen Herrenhauses
- Gustav von Schönberg (1839–1908), Nationalökonom
- Anton Dohrn (1840–1909), Zoologe, Erforscher der Phylogenese
- Otto Wilhelm von Königsmarck (1840–1879), Rittergutsbesitzer und Mitglied des Preußischen Abgeordnetenhauses
- Richard Toepffer (1840–1919), Industrieller
- Karl Waechter (1840–1913), Bauingenieur, Bauunternehmer und Gründer von Eisenbahngesellschaften

### 1841 bis 1860

Konrad Telmann, Jurist und Schriftsteller

- Otto von Gierke (1841–1921), Jurist, Rechtshistoriker und Sozialpolitiker
- Philip Grot Johann (1841–1892), Maler, Graphiker und Illustrator
- Albert Eduard Toepffer (1841–1924), Industrieller
- Conrad Freyberg (1842–1915), Maler und Bildhauer
- Karl Friedrich Endell (1843–1891), Architekt und Baubeamter
- Julius Lessing (1843–1908), Kunsthistoriker, erster Direktor des Berliner Kunstgewerbemuseums
- Wilhelm Studemund (1843–1889), Klassischer Philologe und Hochschullehrer
- Emil Dietrich (1844–1912), Baumeister
- Ludwig von Knebel Doeberitz (1844–1900), Gutsbesitzer und Mitglied des Preußischen Herrenhauses
- Wilhelm Kunstmann (1844–1934), Reeder, Gründer der Stettiner Reederei „W. Kunstmann“
- Hugo Laurin (1844–1921), preußischer Generalleutnant, zuletzt Kommandeur der 75. Infanterie-Brigade in Allenstein
- Gustavus Michaelis (1844–1925), deutsch-US-amerikanischer Chemiker und Pharmazeut
- Friedrich von Pawelsz (1844–1905), Vizeadmiral der Kaiserlichen Marine
- Katharina Zitelmann (1844–1926), Schriftstellerin
- Max Plüddemann (1846–1910), Konteradmiral und Marineschriftsteller
- Otto Stahr (1846–1897), Architekt und Baumeister
- George Degner (1847–1894), deutsch-amerikanischer Schiffsarzt und Chirurg
- Hans Paul Bernhard Gierke (1847–1886), Anatom, zeitweise Professor an der Kaiserlichen Universität Tokio
- Oscar Hammerstein I (1847–1919), deutsch-US-amerikanischer Theater- und Opernproduzent
- Oskar Kruse (1847–1919), Maler
- Richard Richter (1847–1914), preußischer Generalleutnant und Divisionskommandeur
- Hans Hoffmann (1848–1909), Schriftsteller
- Gebhard von Knebel Doeberitz (1848–1921), Gutsbesitzer und Mitglied des Preußischen Herrenhauses
- August Müller (1848–1892), Orientalist
- Joseph von Fallois (1849–1912), preußischer Offizier, zuletzt General der Infanterie
- Julius Gersdorff (1849–1907), Dichter
- Max Runge (1849–1909), Gynäkologe
- Friedrich von Wietersheim (1849–1906), Konteradmiral
- Otto Crelinger (1850–1926), preußischer Generalleutnant
- Franz Gribel (1850–1943), Kaufmann und Reeder
- Felix Boehmer (1851–1920), Jurist und Mitglied des Preußischen Abgeordnetenhauses
- Karl Galster (1851–1931), Marineoffizier, zuletzt Vizeadmiral der Kaiserlichen Marine, maritimer Publizist
- Richard Pietschmann (1851–1923), Orientalist und Bibliothekar
- Georg Wilhelm Abel (1852–1926), deutsch-guatemaltekischer Diplomat
- Hans Bendemann (1852–1914), preußischer Offizier und Landvermesser
- Karl Richard von Koch (1852–1924), Physiker, Meteorologe und  Hochschullehrer
- Anton Otto (1852–1930), Theaterschauspieler, -regisseur und -intendant sowie Übersetzer
- Ernst Zitelmann (1852–1923), Jurist und Schriftsteller
- Max von Schack (1853–1924), Offizier, preußischer General der Infanterie
- Hermann Karl Dumrath (1854–1922), Verwaltungsbeamter, Mitglied des Preußischen Abgeordnetenhauses
- Karl von Schlözer (1854–1916), Diplomat und Schriftsteller
- Clara von Sydow (1854–1928), Schriftstellerin
- Konrad Telmann (1854–1897), Jurist und Schriftsteller, geboren als Ernst Otto Konrad Zitelmann
- Karl von Böhlendorff-Kölpin (1855–1925), Rittergutsbesitzer und Politiker (DP)
- Karl August Hellwig (1855–1914), Jurist, Offizier in der preußischen Armee und völkisch-antisemitischer Politiker
- Mathilde Ramm (1856–1877), Theaterschauspielerin
- Franz Wichards (1856–1919), Architekt und Baumeister
- Hugo Emsmann (1857–1933), Konteradmiral der Kaiserlichen Marine
- Hermann Graßmann der Jüngere (1857–1922), Mathematiker, Professor an der Universität Gießen
- Paul von Nießen (1857–1937), Gymnasiallehrer und Historiker
- Hermann Otto Reimarus (1857–1920), deutscher Kommunalpolitiker, Oberbürgermeister von Magdeburg
- Albert Rossow (1857–1943), Komponist und Dirigent
- Ernst Leese (1858–1938), Beamter; wirkte an der Reichsversicherungsordnung mit
- Curt Merckel (1858–1921), Ingenieur, Baudirektor in Hamburg
- Heinrich Robolski (1858–1939), Patentrechtler und Präsident des Kaiserlichen Patentamts
- Max Rodemeier (1858–1936), deutscher Maler und Professor
- Oskar Ziethen (1858–1932), Kommunalpolitiker, Bürgermeister der Stadt Lichtenberg
- Carl Ludwig Schleich (1859–1922), Chirurg und Schriftsteller
- Gustav Heinrich Schneider (1859–1909), Schriftsteller, Studentenhistoriker und Burschenschaftsfunktionär
- Karl Pietsch (1860–1930), Romanist und Hispanist, Professor an der Universität Chicago
- Ernst Wasserzieher (1860–1927), Etymologe

### 1861 bis 1880

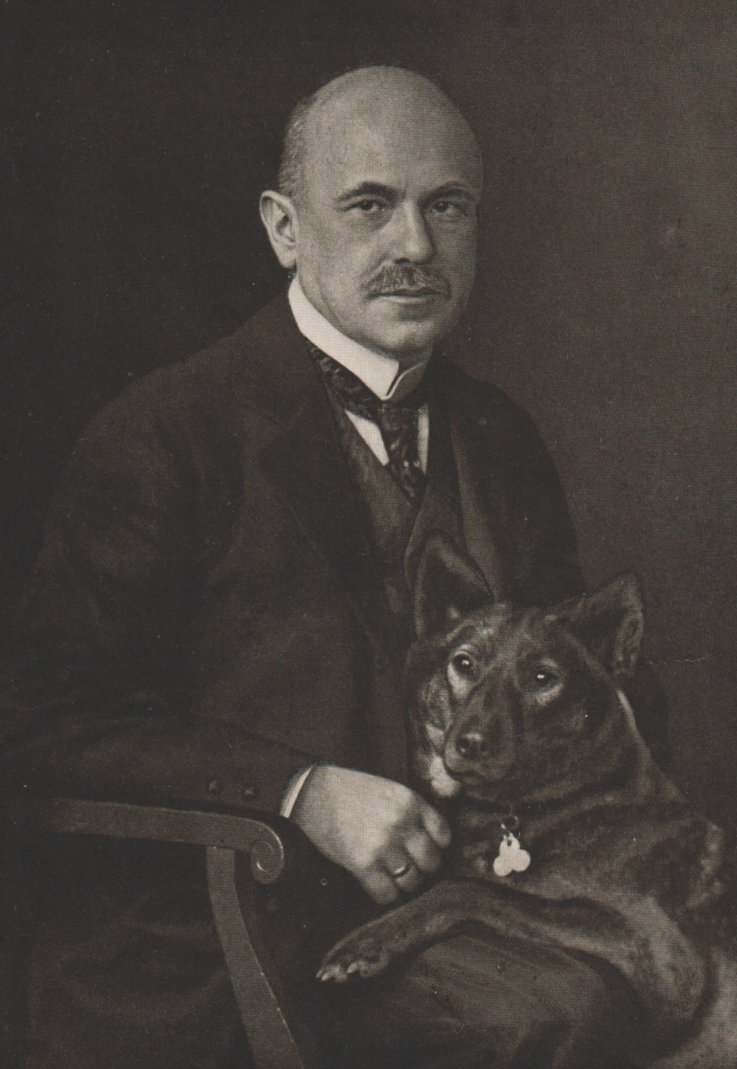
Artur Brausewetter, evangelischer Pfarrer und Schriftsteller

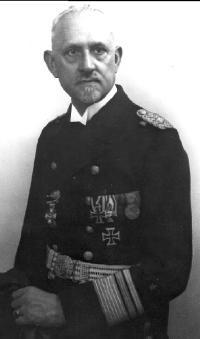
Wolfgang Wegener, Vizeadmiral und seestrategischer Denker

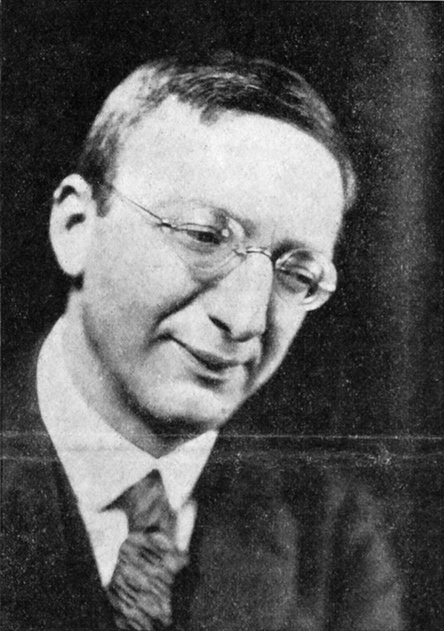
Alfred Döblin, Psychiater und Schriftsteller

- Ernst Grundmann (1861–1924), Jurist und Mitglied des Preußischen Abgeordnetenhauses
- Max Oelschlaeger (1861–?), Jurist, Richter am Reichsgericht
- Martin Quistorp (1861–1929), Unternehmer
- Martin Wehrmann (1861–1937), bedeutendster Regionalhistoriker für Pommern
- Carl Apstein (1862–1950), Zoologe, Beamter bei der Preußischen Akademie der Wissenschaften
- Hans von der Esch (1862–1934), preußischer Offizier, zuletzt Generalleutnant
- Ulrich Wilcken (1862–1944), Althistoriker und Papyrologe
- Erich Bethe (1863–1940), Klassischer Philologe, Professor in Leipzig
- Alfred Cramer (1863–1915), preußischer Oberstleutnant und Militärschriftsteller
- Julius Grevenberg (1863–1927), Theaterschauspieler und -intendant
- Max Wellmann (1863–1933), Klassischer Philologe und Medizinhistoriker
- Artur Brausewetter (1864–1946), Schriftsteller und Pfarrer in Danzig
- Max Löhr (1864–1931), evangelischer Theologe und Judaist
- Herman von Petersdorff (1864–1929), Historiker, Archivar und Autor
- Walter Amelung (1865–1927), Klassischer Archäologe
- Otto Cuntz (1865–1932), deutsch-österreichischer Althistoriker
- Martin Bethe (1866–1956), Arzt und Genealoge
- Richard Brausewetter (1866–1916), Offizier und Schriftsteller
- Georg Friederici (1866–1947), Ethnologe und Kolonialhistoriker
- Max Brausewetter (1867–1916), Arzt und Schriftsteller
- Bernhard Gaster (1867–1938), Germanist, Romanist und Gymnasialdirektor
- Emil Prill (1867–1940), Flötist
- Paul Rabbow (1867–1956), Altphilologe
- Ernst Ziemke (1867–1935), Gerichtsmediziner
- Oscar Achenbach (1868–1935), Porträt- und Landschaftsmaler, Grafiker und Zeichner
- Willy Ahrens (1868–1935/46), Unternehmer und Kommunalpolitiker in Stettin
- Ida Fleischer (1868–1933), deutsch-amerikanische Germanistin und Hochschullehrerin
- Werner von Frankenberg und Proschlitz (1868–1933), preußischer Generalmajor
- Hans Schröder (1868–1938), Gynäkologe und Hochschullehrer
- Conrad Benjamin (1869–1940), Althistoriker und Gymnasiallehrer
- Walter Freiherr von Keyserlingk (1869–1946), Marineoffizier, zuletzt Vizeadmiral der Kaiserlichen Marine
- Hans Pfundheller (1869–1940), Konteradmiral
- Georg Wobbermin (1869–1943), evangelischer Theologe
- Max Berg (1870–1947), Architekt
- Siegfried Heinzel (1870–1926), Theaterschauspieler
- Irmgard Kern (1870–1963), Schriftstellerin
- Berthold Küttner (1870–1953), Ruderer
- Friedrich Wilhelm Meister (1870–1946), Verwaltungsjurist, Staatssekretär im preußischen Innenministerium
- Richard Paul Franz Milenz (1870–1940), Stuckateur, Lagerhalter und Politiker
- Otto Sager (1870–1937), Maler, Lithograph und Radierer
- Bruno Decker (1871–1922), Operettenlibrettist
- Carl Fredrich (1871–1930), Archäologe, Historiker und Gymnasiallehrer
- Eduard Hoeber (1871–1906), Redakteur und Bergsteiger
- Ernst Horneffer (1871–1954), freireligiöser Dozent und Philosoph
- Leon Jessel (1871–1942), Operetten-Komponist
- Albrecht Bethe (1872–1954), Physiologe
- Ernst Robert Daenell (1872–1921), Historiker, Professor an der Universität Münster
- Paul Arnold Grun (1872–1956), Genealoge und Autor
- Albrecht von Heyden-Linden (1872–1946), Gutsbesitzer, Mitglied des Provinziallandtags der Provinz Pommern
- Otto Altenburg (1873–1950), Historiker und Professor am Gymnasium in Stettin
- Fritz Endell (1873–1955), Maler und Graphiker
- Rudolf Höber (1873–1953), Physiologe und Hochschullehrer
- Fritz Rhein (1873–1948), Maler
- Friedrich Ferdinand Heinrich Kruse (1874–1945), Kapitän und Marineoffizier, Kommodore der Hamburg-Amerikanischen Packetfahrt-Actien-Gesellschaft
- Ludwig Landshoff (1874–1941), Komponist, Musikwissenschaftler und Dirigent
- Willi Seroski (1874–1947), Kommunalpolitiker
- Friedrich Calebow (1875–1922), Schriftsteller, Verlagsbuchhändler, Redakteur und nationalliberaler Politiker
- Richard Falkenberg (1875–?), Politiker (SPD), Mitglied des Preußischen Staatsrats
- Monty Jacobs (1875–1945), Schriftsteller und Journalist
- Paul Lehmann (1875–1928), Verleger
- Rudolf Levy (1875–1944), Maler des Expressionismus
- Friedrich Luckwaldt (1875–1945), Historiker
- Wolfgang Wegener (1875–1956), Admiral der Kaiserlichen Marine und der Reichsmarine
- Wilhelm Denhard (1876–1944), Finanzbeamter
- Paul Levy (1876–1943), Maschinenbauingenieur und Eisenbahner
- Harry Mündel (1876–1946), Marineoffizier in der Kaiserlichen Marine
- Paul Oestreich (1876 – n. 1939), Journalist und Politiker (DNVP), Mitbegründer der Deutschen Zeitung für Chile
- Alfred Zehden (1876 – n. 1933), Ingenieur, Erfinder der Magnetbahn
- Karl Engert (1877–1951), SS-Oberführer und Vizepräsident am Volksgerichtshof
- Alfred Hessel (1877–1939), Historiker und Bibliothekar
- Alfred Kase (1877–1945), Opernsänger (Bariton) und Dichter
- Hans Moderow (1877–1945), evangelisch-lutherischer Pfarrer und Kirchenhistoriker
- Gustav Wimmer (1877–1964), Maler
- Alfred Döblin (1878–1957), Schriftsteller
- Johannes Gollnow (1878–?), Politiker (DVP), Mitglied des Preußischen Staatsrats
- Fritz Toepffer (1878–1969), Justizjurist, Richter am Oberlandesgericht Schwerin
- Friedrich Carl August Lange (1879–1956), Politiker (SPD) und Bürgermeister von Berlin
- Ernst Josef Lesser (1879–1928), Physiologe, einer der Entdecker des Insulins
- Fritz Anton Murawski (1879–1935), Politiker, Abgeordneter des Provinziallandtages von Hessen-Nassau
- Hans Pfeiffer (1879–1960), Ingenieur, Präsident der Wasserstraßendirektion Kiel und Erbauer des Hindenburgdamms
- Heinrich Vogel (1879–1960), Lehrer und Schriftsteller
- Otto Voß (1879–1945), Dichter, Studienrat am König-Wilhelm-Gymnasium in Stettin
- Kurt Wiesinger (1879–1965), deutsch-schweizerischer Maschinenbauingenieur und Hochschullehrer
- Georg Berndt (1880–1972), Physiker, Messtechniker und Hochschullehrer
- Franz Hessel (1880–1941), Schriftsteller, Übersetzer und Lektor
- Max Hochdorf (1880–1948), Bühnenschriftsteller, Theaterkritiker und Journalist
- Friedrich Lenzner (1880–?), Politiker (DVP), Mitglied des Provinziallandtages von Pommern
- Traugott Konstantin Oesterreich (1880–1949), Religionsphilosoph und Psychologe
- Albert Saunier (1880–1932), Diplomat
- Theodor Vogelstein (1880–1957), Bankier und Industrieller

### 1881 bis 1900
- Gustav Cohn (1881–1943), Rabbiner

Herbert von Bismarck, Verwaltungsjurist und Politiker

- Peter Christian Donner (1881–1944), Konteradmiral und Leiter der Marineakademie
- Martin Collin (1882–1906), Violinist
- Rudolf Jungklaus (1882–1961), evangelischer Theologe, Pfarrer der Bekennenden Kirche in Pankow
- Arthur Kistenmacher (1882–1965), Opernsänger, Komponist und Schauspieler
- Julie Braun-Vogelstein (1883–1971), Kunsthistorikerin, Journalistin und Schriftstellerin
- Reinhard Bruns-Wüstefeld (1883–1967), Politiker (DVP), Bezirksbürgermeister von Berlin-Tempelhof
- Albert Bülow (1883–1961), Politiker (SPD), Landrat des Kreises Franzburg, Reichstagsabgeordneter
- Fritz Gerlich (1883–1934), Journalist, Historiker und Widerstandskämpfer
- Egon Hillgenberg (1883–1963), Lehrer und Schriftsteller
- Max Lange (1883–1923), Go-Spieler
- Wilhelm Pieth (1883–1934), Bibliothekar und Politiker in Lübeck
- Fritz Preiss (1883–1973), Kunstmaler
- Otto Barsch-Olichschläger (1884–1956), Ingenieur, Spezialist für den Motorpflugbau
- Herbert von Bismarck (1884–1955), Politiker (DNVP), Reichstagsabgeordneter
- Johannes Krohn (1884–1974), Ministerialbeamter, Reichskommissar für die Behandlung feindlichen Vermögens
- Bruno Schuster (1884–1946), Jurist, Richter am Reichsgericht
- Ernst Wossidlo (1884–1973), Baumeister und Bildhauer
- Rudolf Olden (1885–1940), Journalist und Rechtsanwalt
- Lotte Rose (1885–1964), Schauspielerin und Schriftstellerin
- Artur Rother (1885–1972), Dirigent und Komponist
- Konrad Rühl (1885–1964), Architekt, Baubeamter und Stadtplaner
- Ernst Preuse (v. 1886 – n. 1904), Opernsänger
- Adolph Dahl (1886–1940), Architekt
- Hans Flemming (1886–1935), Luftschiffer
- Carl Freybe (1886–1982), Politiker (Wirtschaftspartei) und Verbandsfunktionär des Fleischerhandwerks
- Günther Guse (1886–1953), Admiral der Kriegsmarine
- Ilse Noack (1886–?), Schriftstellerin und Politikerin (DNVP), Mitglied des Preußischen Landtags
- Walter Borchard (1887–1948), Architekt
- Karl Eberhardt (1887–1973), Jurist und Politiker (FDP), Landtagsabgeordneter in Bayern
- Edith Junghans (1887–1968), Malerin und Kunsterzieherin, Ehefrau des Chemie-Professors Otto Hahn
- Richard Römer (1887–1963), Agrarwissenschaftler, Hochschullehrer und Fachbuchautor
- Charlotte Willott (1887–1978), Fotografin
- Bartold Asendorpf (1888–1946), Maler und Grafiker
- Eldor Borck (1888–1951), Offizier, Polizeibeamter und Politiker (DNVP, DKP-DRP), Stettiner Polizeipräsident
- Carl Meister (1888–1962), Kaufmann, Vorsitzender der Gesellschaft für pommersche Geschichte, Altertumskunde und Kunst
- Katharina Weise (1888–1975), Schriftstellerin
- Fritz Dittmer (1889–1970), Schriftsteller und Musiker
- Georg Albert Dorschfeldt (1889–1979), Maler
- Karla König (1889–1963), Journalistin, Schriftstellerin und Kulturfunktionärin
- Adolf von Nassau (1889–1961), Verwaltungsjurist und Landrat in den Kreisen Lebus und Wittmund
- Erich Sielaff (1889–1960), Literaturwissenschaftler und Volkskundler
- Eva Liebenberg (1890–1971), Opern- und Konzertsängerin (Alt)
- Hans-Heinrich Sixt von Armin (1890–1952), Generalleutnant
- Ernst Zahnow (1890–1982), Heimatforscher
- Otto Abs (1891–1966), Mediziner, SS-Obersturmführer im Sicherheitsdienst der SS und Beigeordneter der Stadt Mülheim
- Erich Bartels (1891–1961), Schauspieler
- Hans Klein (1891–1944), Offizier, Jagdpilot im Ersten Weltkrieg, Generalmajor im Zweiten Weltkrieg
- Johannes Pinsk (1891–1957), Theologe
- Enno von Rintelen (1891–1971), Offizier, General der Infanterie
- Johannes Theodor Baargeld (1892–1927), Mitbegründer der Kölner Dada-Gruppe und Herausgeber
- Max Klein (1892–?), Kapitän zur See d. R. der Kriegsmarine, Kommandeur der 8. Sicherungs-Division
- Hero Moeller (1892–1974), Wirtschaftswissenschaftler und Hochschullehrer
- Heinrich George (1893–1946), Schauspieler
- Franz Hirschfeld (1893–1979), Politiker (SPD), Mitglied des Abgeordnetenhauses von Berlin
- Walter Rothholz (1893–1978), deutsch-norwegischer Jurist
- Alice Torning (1893 – n. 1942), Schauspielerin
- Georg Kuhlmeyer (1894–1983), Dichter
- Otto Lindenberg (1894–1968), Politiker (KPD), Mitglied des Ernannten Hannoverschen Landtages 1946
- Erich Böhlke (1895–1979), Dirigent und Komponist
- Eberhard von Kurowski (1895–1957), Generalleutnant im Zweiten Weltkrieg
- Reinhard Mecke (1895–1969), Physiker, Professor in Freiburg
- Johannes Richter (1895–1970), Journalist und Politiker (SPD) und Abgeordneter der Hamburgischen Bürgschaft
- Eugen Sasse (1895 – n. 1971), Fabrikant
- Rudolf Schultz (1895 – n. 1972), Kaufmann und Politiker (NSDAP)
- Georg Boness (1896–1944), SA-Führer und politischer Funktionär
- Gerhard Gauger (1896–1949), Architekt und Stadtbaurat
- Karl Silex (1896–1982), Journalist, Chefredakteur des Tagesspiegels
- Werner Uhink (1896–1973), Geodät
- Ulrich Bettac (1897–1959), deutsch-österreichischer Schauspieler und Theaterregisseur
- Walter Drum (1897–1987), Zahnarzt, Schriftleiter der Zahnärztlichen Rundschau
- Hugo Körte (1897–1974), Kunstlehrer und Künstler
- Emil von Rintelen (1897–1981), Diplomat
- Erich Schmidt-Kabul (1897–1961), Bildhauer
- Hans Vogel (1897–1973), Kunsthistoriker und Museumsdirektor
- Martin Baltzer (1898–1971), Marineoffizier, Vizeadmiral im Zweiten Weltkrieg
- Joachim Kortüm (1898–1982), General
- Karl Olboeter (1898–?), Radrennfahrer
- Fritz-Joachim von Rintelen (1898–1979),  Philosoph und Hochschullehrer
- Paul Schulz (1898–1963), Offizier, Politiker (NSDAP) und SA-Führer
- Hermann Stöhr (1898–1940), Pazifist und Widerstandskämpfer gegen den Nationalsozialismus
- Hans Heinrich von Twardowski (1898–1958), Filmschauspieler
- Karl Weinbacher (1898–1946), Manager und Kriegsverbrecher
- Otto Guttentag (1900–1992), deutsch-amerikanischer Psychiater und Hochschullehrer
- Fritz Kraemer (1900–1959), Offizier, SS-Brigadeführer und Generalmajor der Polizei und der Waffen-SS
- Werner Luckenbach (1900–1982), Apotheker, Kurator des Deutschen Apotheken-Museums
- Erich Meyer (1900–1968), Politiker, Mitglied des Deutschen Bundestages
- Matthias Schulz (1900–1981), evangelisch-lutherischer Theologe und Kirchenrat
- Richard Tennigkeit (1900–1944), kommunistischer Widerstandskämpfer gegen den Nationalsozialismus und NS-Opfer

## 20. Jahrhundert

### 1901 bis 1910

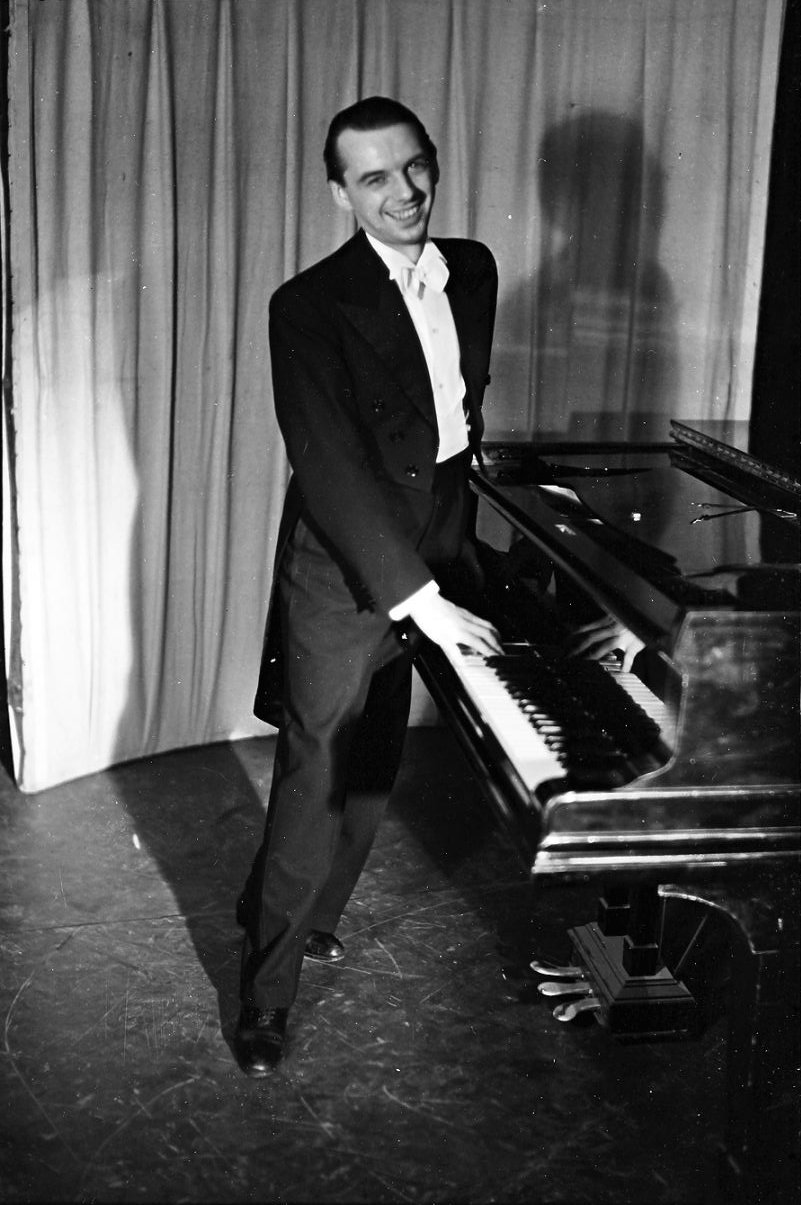
Erwin Bootz, Pianist und Mitglied der „Comedian Harmonists“

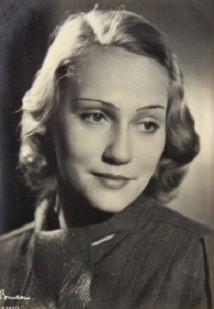
Hilde Weissner, Schauspielerin

- Heinrich Haxel (1901–1971), Bibliothekar und Literaturwissenschaftler
- Hans Junecke (1901–1994), Kunsthistoriker und Hochschullehrer
- Hans Kammler (1901–1945), SS-Obergruppenführer und General der Waffen-SS
- Julo Levin (1901–1943), Maler des Expressionismus
- Fritz Sänger (1901–1984), Journalist und Politiker (SPD)
- Walter Wadephul (1901–1968), Bildhauer
- Fritz Brotzen (1902–1968), Geologe und Paläontologe, 1933 nach Schweden emigriert
- Hans Joachim Flechtner (1902–1980), Naturwissenschaftler, Journalist und Schriftsteller
- Hannsludwig Geiger (1902–1980), Journalist und Schriftsteller
- Hermann Glander (1902–1994), Journalist und Schriftsteller
- Reinhard Krumbach (1902–1968), Feuerwerker
- Werner Plath (1902–1971), Versicherungsmanager, Präsident des Gesamtverbands der Deutschen Versicherungswirtschaft
- Willi Schwarz (1902–1975), Widerstandskämpfer gegen den Nationalsozialismus, Gründungsmitglied des „Roten Stoßtrupps“
- Otto Friedrich Bollnow (1903–1991), Philosoph, Pädagoge, Psychologe
- Werner Hülle (1903–1992), Jurist, Militärjurist im Oberkommando der Wehrmacht, später Richter am Bundesgerichtshof
- Alfred Krohn (1903–?), Steuermann im Rudern
- Konrad Richter (1903–1979), Geologe und Hochschullehrer
- Gertrud Skrabs (1903–1982), Malerin und Illustratorin
- Erhard Wetzel (1903–1975), Jurist im Reichsministerium für die besetzten Ostgebiete
- Kurt Dobratz (1904–1996), Oberst der Luftwaffe und Kapitän zur See
- Heinrich Liepmann (1904–1983), deutsch-britischer Nationalökonom
- Elisabeth Lorenz (1904–1996), Politikerin (SPD), Mitglied des Abgeordnetenhauses von Berlin
- Friedrich Schubel (1904–1991), Anglist und Hochschullehrer
- Werner Seelenbinder (1904–1944), Ringer und Kommunist
- Bruno Doer (1905–nach 1966), Althistoriker
- Gustav Gerneth (1905–2019), Supercentenarian, zum Zeitpunkt seines Todes ältester Deutscher
- Joachim Hoffmann (1905–1934), SS-Führer und Gestapo-Mitarbeiter, Kommandant des KZ Stettin-Bredow
- Werner Oestreich (1905–1949), Politiker (KPD, SED) und Gewerkschaftsfunktionär (FDGB)
- Wilhelm Ohm (1905–1965), Maler, Zeichner, Bildhauer und Architekt
- Karl Pankow (1905–1973), Politiker (KPD, SED, NDPD)
- Gerhard Völker (1905–1972), Politiker
- Erwin Heinz Ackerknecht (1906–1988), deutsch-US-amerikanischer Politiker und Medizinhistoriker
- Hermann Bollnow (1906–1962), Historiker
- Fritz Bose (1906–1975), Musikethnologe
- Reinhard Cherubim (1906–1980), Schachspieler, -journalist und -funktionär
- Wolfgang Diewerge (1906–1977), antisemitischer Propagandist
- Walter Empacher (1906–1945), Widerstandskämpfer
- Wolf Hildebrandt (1906–1999), Maler, Zeichner, Autor, Komponist, Dramaturg und Regisseur
- Günter Nebelung (1906–1999), Jurist, Direktor des Gesamtverbandes der Deutschen Versicherungswirtschaft
- Heinz Neuber (1906–1989), Maschinenbauingenieur und Hochschullehrer
- Martin Saltzwedel (1906–1987), Marineoffizier
- Udo Vietz (1906–1965), Conférencier und Autor
- Erwin Bootz (1907–1982), Pianist und Unterhaltungskünstler, Mitglied der „Comedian Harmonists“
- Werner Krause (1907–1945), Widerstandskämpfer gegen den Nationalsozialismus in Stettin
- Urban Plotzke (1907–1983), Dominikaner, Domprediger in Köln
- Georg Reinke (1907–1965), Politiker (SPD), Mitglied des Abgeordnetenhauses von Berlin
- Walter Schröder (1907 – n. 1987), Politiker (SED)
- Carl Hermann Ule (1907–1999), Rechtswissenschaftler
- Hans Collani (1908–1944), Waffen-SS-Standartenführer
- Josef Kliersfeld (1908–1988), nach 1949 Joseph Kalir, Rabbiner und Theologe
- Siegfried Koller  (1908–1998), Sozialmediziner
- Friedrich Lichtenauer (1908–1969), Chirurg
- Heinz Müller-Torgow (1908 – n. 1981), Jurist
- Dita Parlo (1908–1971), deutsch-französische Filmschauspielerin
- Wolfram Plotzke (1908–1954), Dominikaner und Künstler
- Dietrich Starck (1908–2001), Arzt, Biologe und Hochschullehrer
- Kurt Sydow (1908–1981), Musikpädagoge, Komponist und Musikwissenschaftler
- Herbert Venske (1908–2001), lutherischer Theologe und Schriftsteller
- Hans Abarbanell (1909–1997), vor den Nationalsozialisten aus Deutschland nach England emigrierter jüdischer Bildhauer und Restaurator
- Ruth Feiner (1909–1954), Romanautorin in deutscher und englischer Sprache
- Günther Scholl (1909–1999), Diplomat, Botschafter in Pakistan und in Dänemark
- Gerhard Thiele, zuletzt Gerhard Lindemann (1909–1994), Lehrer und NSDAP-Kreisleiter, Mitverantwortlicher eines Massakers
- Ernst Günter Troche (1909–1971), Kunsthistoriker, Kunsthändler und Museumsdirektor
- Erwin Wegner (1909–1945), Leichtathlet und Olympiateilnehmer
- Hilde Weissner (1909–1987), Schauspielerin
- Gerhard Becker (1910–2006), evangelischer Pfarrer, Heimatforscher und Künstler
- Heinz Beyer (1910–1975), Ruderer
- Katharina Brauren (1910–1998), Schauspielerin
- Manfred Kiese (1910–1983), Pharmakologe und Toxikologe
- Kurt Kuhnke (1910–1969), Rennfahrer, Konstrukteur und Unternehmer
- Erich Kukahn (1910–1987), Archäologe
- Oskar Maaß (1910–1986), Bauingenieur und Sportfunktionär, Präsident des 1. FC Köln
- Otto Sepke (1910–1997), Kommunist und SED-Funktionär
- Wilhelm Solisch (1910–1988), Politiker (SED), Oberbürgermeister von Rostock

### 1911 bis 1920

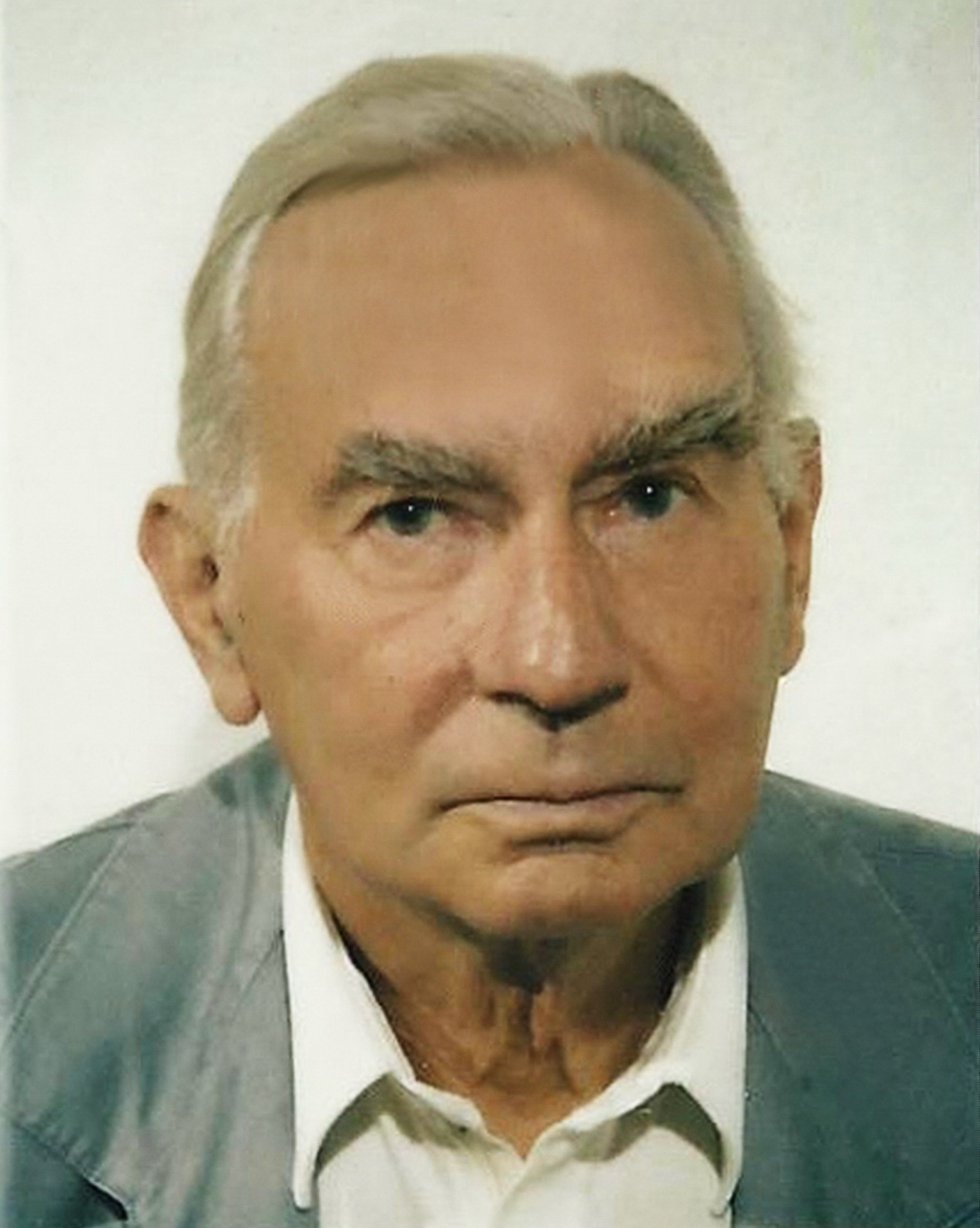
Friedrich Ossig, Vorstandsvorsitzender der DEVK

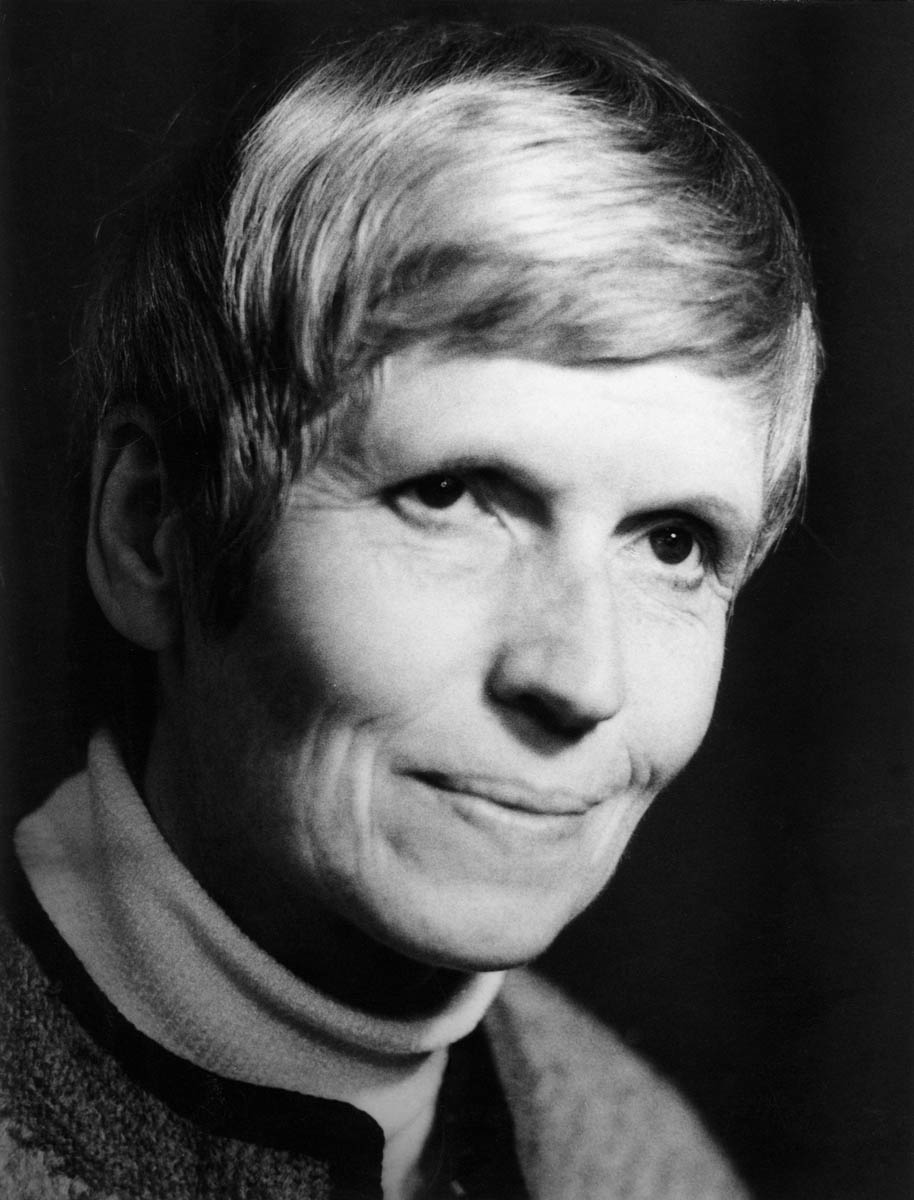
Rika Unger, Bildhauerin

- Werner Gauss (1911–1990), Journalist und Autor
- Dieter Kümmell (1911–1988), Verwaltungsjurist und Ministerialbeamter
- Fritz Lamm (1911–1977), sozialistischer Publizist, Widerstandskämpfer gegen den Nationalsozialismus
- Karl Ferdinand Müller (1911–1974), lutherischer Theologe und Musikwissenschaftler
- Erik Pohl-Cammin (1911–1993), Maler
- Irmintraut Schneider (1911–?), Schwimmerin
- Otto Wolff (1911–1986), evangelischer Theologe und Autor
- Fred Kunde (1912–2001), Politiker (SPD), Mitglied der Bremischen Bürgerschaft
- Gerhard Obermüller (1912–1995), Leichtathlet, sechsfacher Pommernmeister
- Friedrich Ossig (1912–2004), Jurist bei der Reichsbahn und der Bundesbahn, Vorstandsvorsitzender der DEVK
- Alexander Stahlberg (1912–1995), Offizier im militärischen Widerstand um Stauffenberg
- Karl Heinz Taubert (1912–1990), Tanzhistoriker, Musikpädagoge und Komponist
- Mac Zimmermann (1912–1995), Maler und Graphiker
- Günther Krämer (1913–1978), Politiker
- Gerhard Puchelt (1913–1987), Pianist
- Ernst Bader (1914–1999), Schauspieler, Komponist, Liedtexter
- Fritz Deutschendorf (1914–1994), Gebrauchsgrafiker
- Iska Geri (1914–2002), Schauspielerin, Diseuse und Kabarettistin
- Hubert Krüger (1914–2002), Physiker, langjähriger Direktor des Physikalischen Instituts der Universität Tübingen
- Kurt Graunke (1915–2005), Orchestergründer und Komponist
- Bernhard Heiliger (1915–1995), Bildhauer
- Martin Kausche (1915–2007), Maler und Graphiker
- Friedrich Waldow (1915–2013), Gehörlosenaktivist
- Günther Braun (1916–2004), Politiker (SED), Oberbürgermeister der Stadt Schwerin
- Günter Elsner (1916–1992), Politiker (CDU), Mitglied des Abgeordnetenhauses von Berlin und Stadtältester von Berlin
- Eitel-Friedrich Rechel (1916 – n. 1963), Politiker (CDU), Abgeordneter der Volkskammer der DDR
- Georg-Wilhelm Röpke (1917–?), Lehrer, Schulleiter und Heimatforscher
- Rika Unger (1917–2002), Bildhauerin
- Camilla Mayer (bürgerlich: Lotte Witte; 1918–1940), Hochseilartistin
- Heinz-Georg Wilhelm Migeod (1918–2010), Offizier, Historiker, Orientalist, Autor und Kaufmann
- Annelise Pflugbeil (1918–2015), Musikerin
- Kurd Albrecht von Ziegner (1918–2016), Offizier und Dressurausbilder
- Günter Fahlbusch (* 1919), Politiker (DP)
- Heinz Giese (1919–2010), Schauspieler und Synchronsprecher
- Karl-Heinz Hollstein (1919–2014), Offizier, zuletzt Generalmajor und Chef des Wehrbezirkskommandos Schwerin der NVA
- Karl Jahnke (1919–1997), Internist und Diabetologe
- Heinz Lesener (1919–2011), Politiker (SED), Oberbürgermeister von Stralsund
- Rudi Bahr (1920–1999), Politiker (SPD), Mitglied des Landtages von Nordrhein-Westfalen
- Dorothee von Dadelsen (1920–2016), Journalistin
- Werner Dahms (1920–1999), Schauspieler
- Anne-Marie Fabian (1920–1993), Journalistin und Schriftstellerin
- Rudolf Heyden (* 1920), Oberbürgermeister von Rostock
- Klaus W. Jonas (1920–2016), deutsch-amerikanischer Germanist, Bibliograph und Sammler
- Wolfgang Krawietz (1920–2001), Generalstabsarzt der Bundeswehr
- Gerd Lüpke (1920–2002), Schriftsteller, Hörfunkautor, Übersetzer, Hörfunksprecher und Rezitator
- Hans Schlapmann (1920–1975), Gebrauchsgrafiker
- Horst-Diether Schroeder (1920–1990), Historiker und Archivar
- Wolfgang Waterstraat (1920–1952), Arzt und antikommunistischer Aktivist, in Moskau hingerichtet

### 1921 bis 1930

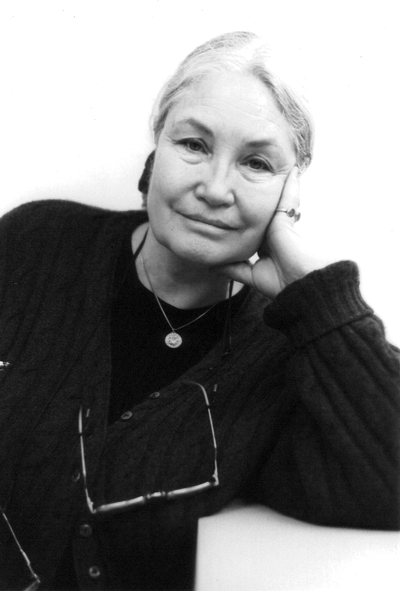
Ellen Schwiers, Film- und Bühnenschauspielerin

- Marianne Baudler (1921–2003), Chemikerin, Professorin für Anorganische und Analytische Chemie an der Universität zu Köln
- Ernst Ring (1921–1984), Kommunalpolitiker und Rennfahrer
- Günter Albert Schulz (1921–2004), Maler und Hochschullehrer
- Heinz Dabelow (1922–2011), Kommunalpolitiker, Bürgermeister von Stade
- Arnim Dahl (1922–1998), Stuntman
- Grete Fischer (1922–1993), Schriftstellerin
- Hans-Günter Hoppe (1922–2000), Politiker (FDP)
- Ernst-Georg Pantel (1922–2003), Manager der Luftfahrtindustrie
- Kurt Schulz (1922–2017), Politiker (SPD)
- Horst Stern (1922–2019), Journalist, Filmemacher und Schriftsteller
- Anselm Citron (1923–2014), Physiker und Hochschullehrer
- Brigitte Kirsche (1923–2017), Filmeditorin
- Hans Maeter (1923–2012), Schriftsteller und Übersetzer
- Ursula Meyer (1923–1969), Kunsthistorikerin, Museumsleiterin und Malerin
- Ernst-Dieter Bernhard (1924–2017), Offizier, zuletzt Deutscher Militärischer Vertreter im NATO-Militärausschuss
- Heinz von Cramer (1924–2009), Hörspielregisseur und Autor
- Wolfgang Dallmann (1924–2008), Organist, Kirchenmusiker und Dozent
- Gerhard Derbitz (1924–2004), Lehrer und Schriftsteller
- Jürgen Dethloff (1924–2002), Erfinder, Erfinder der Mikroprozessorkarte und Mitentwickler der Chipkarte
- Klaus Gottstein (1924–2020), Physiker und Friedensforscher
- Antje Huber (1924–2015), Politikerin (SPD)
- Brigitte Lindenberg (1924–2015), Filmschauspielerin und Synchronsprecherin
- Günter Preuß (1924–2011), Biologe, Pädagoge und Naturforscher
- Bruno Schmidt (1924–2003), Politiker (CDU), Mitglied des Niedersächsischen Landtages
- Helga Deen (1925–1943), Jüdin, Holocaust-Opfer
- Dietrich Habeck (1925–2007), Mediziner, Professor in Münster
- Eckhard Heyden (1925–2010), evangelischer Pfarrer und Maler
- Hellmut Ippen (1925–1998), Dermatologe, Direktor der Universitäts-Hautklinik zu Göttingen
- Manfred Krüger (1925–1996), Soziologe und Hochschullehrer
- Hansjürgen Matthies (1925–2008), Pharmakologe und Neurowissenschaftler
- Johannes Bökmann (1926–1998), katholischer Moraltheologe
- Manfred Böttcher (1926–2019), adventistischer Pastor, Theologe und Direktor des Theologischen Seminars Friedensau
- Gerhard Dallmann (1926–2022), Pastor und Schriftsteller
- Manfred Ewald (1926–2002), Sportfunktionär in der DDR
- Hanno Goffin (1926–2011), Bauingenieur
- Hans von der Goltz (1926–2018), Manager und Schriftsteller
- Otto Graeber (1926–2022), Politiker (SPD)
- Siegmund Jaroch (1926–2016), Politiker (CDU), Mitglied des Abgeordnetenhauses von Berlin
- Günter Mittag (1926–1994), Politiker, Mitglied des ZK der SED
- Anni Neumann (* 1926), Politikerin (SED), Mitglied des Staatsrates der DDR
- Margret Rettich (1926–2013), Illustratorin und Kinderbuchautorin
- Christa Springe (1926–2022), evangelische Pastorin, Sozialarbeiterin und Ökumene-Aktivistin
- Konradin Westpfahl (1926–1994), Physiker
- Horst Wolffgramm (1926–2020), Erziehungswissenschaftler
- Gunter Kappert (1927–2022), Raumplaner, Planer staatlicher Aufgaben und Staatssekretär der Niedersächsischen Landesregierung
- Udo Kultermann (1927–2013), Kunsthistoriker, Museumsdirektor
- Günter Radtke (1927–1987), Polizist und Schriftsteller
- Ilse Reinl (1927–2019), Keramikerin
- Gerd Staegemann (1927–1995), Zahnmediziner, Hochschullehrer und Politiker (NDPD)
- Richard Straube (1927–2018), Seelsorger, Autor und Programmsprecher
- Hans Brandt (1928–2018), Journalist, Chefredakteur der Schweriner Volkszeitung von 1971 bis 1989
- Wolfgang Dihlmann (1928–2013), Radiologe
- Walter Groß (1928–2011), Politiker (SPD), Mitglied der Bremischen Bürgerschaft
- Benno Meyer-Wehlack (1928–2014), Schriftsteller
- Dietlef Niklaus (1928–2016), Pädagoge und Hochschullehrer
- Wolfhart Pannenberg (1928–2014), evangelischer Theologe
- Howard Saalman (1928–1995), deutschamerikanischer Architekturhistoriker
- Ernst Schroeder (1928–1989), Maler
- Hans Schroeder (1928–2014), Grafiker, Puppenbauer, Puppenspieler und Fernsehregisseur
- Herbert Schultze (1928–2009), evangelischer Theologe und Hochschullehrer
- Stefan Schwerdtfeger (1928–2018), Architekt, Bildhauer und Maler
- Hans-Eberhard Zahn (1928–2013), Psychologe und Hochschullehrer
- Karl-Heinz Drews (* 1929), Offizier, zuletzt Generalleutnant der NVA und Stadtkommandant von Ost-Berlin
- Eberhard Fensch (1929–2017), Journalist und Parteifunktionär (SED)
- Peter Heidrich (1929–2007), Religions- und Sprachwissenschaftler
- Arno Heinrich (1929–2009), Autor, Grabungs- und Museumsleiter
- Peter Koch (1929–1990), Geheimdienstkader, Generalmajor des MfS
- Heinz König (1929–2024), Mathematiker und Hochschullehrer
- Kurt Küther (1929–2012), Arbeiterschriftsteller
- Klaus Ulrich Leistikow (1929–2002), Botaniker, Professor in Frankfurt am Main
- Günter Schröder (1929–2020), Pflanzenbauwissenschaftler
- Eckhard Schulze-Fielitz (1929–2021), Architekt
- Horst Schumacher (1929–1989), Historiker und Hochschullehrer
- Walter Arno (1930–2005), Maler, Bildhauer und Grafiker
- Lothar Berg (1930–2015), Mathematiker und Hochschullehrer
- Mogens von Gadow (* 1930), Schauspieler, Regisseur, Dramaturg und Synchronsprecher
- Klaus Gendries (1930–2023), Regisseur und Schauspieler
- Annelene Hischer (1930–2021), Schauspielerin und Hörspielsprecherin
- Günter Kalwert (* 1930), Generalmajor der DDR-Volksarmee
- Horst Meyer (1930–2020), Buchhändler und Verleger
- Margit Nünke (1930–2015), Fotomodell für Kosmetik und Schauspielerin
- Malte Petzel (1930–1972), Schauspieler, Regisseur und Hörspielsprecher
- Karla Runkehl (1930–1986), Schauspielerin
- Harry Schütt (* 1930), Offizier der Hauptverwaltung Aufklärung der DDR, zuletzt Generalmajor
- Ellen Schwiers (1930–2019), Schauspielerin, Mutter von Katerina Jacob

### 1931 bis 1940

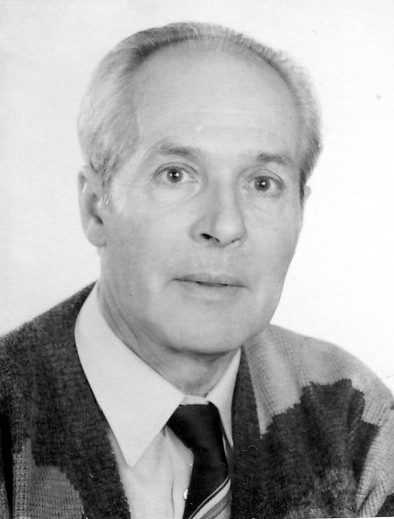
Kurt Redenz, Philatelist und Posthistoriker

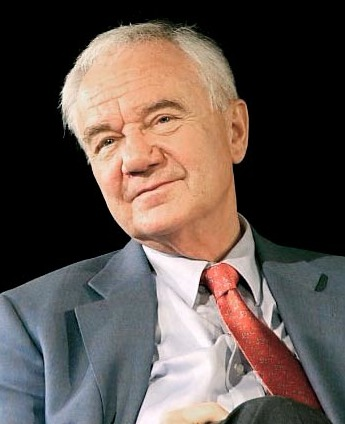
Manfred Stolpe, Kirchenjurist und Politiker (SPD)

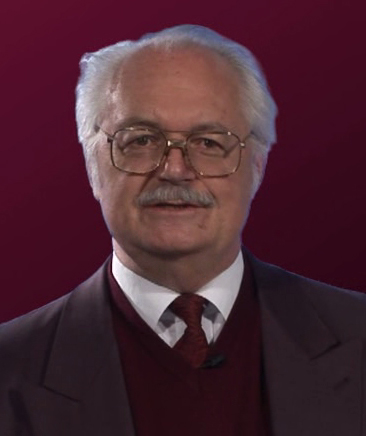
Illobrand von Ludwiger, Astrophysiker und Buchautor

- Ernst Badstübner (* 1931), Bau- und Kunsthistoriker und Sachbuchautor
- Gudrun Corvinus (1931–2006), Geologin, Paläontologin und Prähistorikerin
- Hartmut Kegler (1931–2021), Phytomediziner und Pflanzenvirologe
- Ernst Wilhelm Kohls (1931–2001), Theologe und Kirchenhistoriker
- Peter Christian Ludz (1931–1979), Politologe und Soziologe
- Gonthard Naundorf (1931–2018), Schauspieler
- Dietrich Neuhaus (1931–2020), Kabarettist, Schriftsteller und Werbetexter
- Günter Oldenburg (1931–2010), Offizier der Nationalen Volksarmee der DDR, Generalmajor
- Kurt Redenz (* 1931), Philatelist und Posthistoriker
- Richard Salis (1931–1988), Schriftsteller
- Rudi Strahl (1931–2001), Dramatiker, Erzähler und Lyriker
- Reinhold W. Timm (1931–2001), Maler, Pressezeichner und Karikaturist
- Dieter Vogel (* 1931), Volkswirt, Journalist und Staatssekretär (CDU)
- Diethelm Weidemann (1931–2024), Südostasienwissenschaftler
- Matthias Winner (* 1931), Kunsthistoriker
- Horst Feldmann (1932–2022), Molekularbiologe und Hochschullehrer
- Karl Fuchs (1932–2021), Geophysiker
- Friedrich Wilhelm Kantzenbach (1932–2013), Kirchenhistoriker
- Mr. Cox (1932–2012), eigentl. Jürgen Wolfgramm, Zauberkünstler (Illusionist)
- Rüdiger Zuck (1932–2023), Jurist und Autor
- Klaus Haack (1933–2015), Jurist und Präsident des Oberverwaltungsgerichts Mecklenburg-Vorpommern
- Gero Hammer (* 1933), Intendant und Politiker (NDPD)
- Henry Jarecki (* 1933), US-amerikanischer Wissenschaftler, Psychiater, Unternehmer und Produzent
- Peter Lindemann (1933–2019), Richter und Ministerialbeamter
- Hermann Manzke (* 1933), Mediziner und Hochschullehrer
- Gertraude Nath-Krüger (1933–2016), Malerin und Grafikerin
- Manfred Schidlowski (1933–2012), Geochemiker, Professor am Max-Planck-Institut für Chemie in Mainz
- Gernot Wießner (1933–1999), Orientalist
- Heidrun Borgwardt (1934–2024), Zeichnerin und Malerin
- Joachim Brinkmann (1934–2022), Politiker (CDU), ehemaliges Mitglied der Hamburgischen Bürgerschaft
- Ulrich Draugelates (1934–2008), Maschinenbauer, Professor an der Technischen Universität Clausthal
- Erika Fellner (* 1934), Politikerin (SPD), Abgeordnete des Hessischen Landtags
- Hans-Joachim Heldt (* 1934), Diplomat, Botschafter in afrikanischen Staaten
- Knud Krakau (1934–2024), Jurist und Politikwissenschaftler, Professor an der Freien Universität Berlin
- Dietrich von Kyaw (* 1934), Diplomat, Ständiger Vertreter bei der Europäischen Union
- Hans Dietrich Schultz (1934–2023), Numismatiker; arbeitete zur Numismatik der Antike
- Elsbeth Wolffheim (1934–2002), Literaturhistorikerin, Slawistin, Übersetzerin und Autorin
- Heinz-Eberhard Albrecht (1935–2022), Ingenieur, Hochschullehrer an der Universität Rostock
- Jürgen Dennert (1935–1970), Politikwissenschaftler, Journalist und Autor
- Horst Edig (1935–2022), Politiker (SPD), Landtagsabgeordneter im Saarland
- Christian Grawe (* 1935), Germanist, emeritierter Professor an der Universität Melbourne
- Eckard Heintz (* 1935), Kulturmanager
- Heiko Hoffmann (* 1935), Politiker
- Ingfried Hoffmann (* 1935), Jazzorganist, -pianist, -trompeter, Arrangeur und Komponist
- Harald Lucht (1935–2020), Geodät, ehemaliger Senatsrat der Freien Hansestadt Bremen
- Sigrid Maciaszek (1935–2022), Bauingenieurin, Architektin und Stadtplanerin
- Benno Schulz (1935–2005), Maler und Grafiker, Universitätszeichenlehrer an der  Martin-Luther-Universität in Halle (Saale)
- Manfred Voigt (1935–2001), Politiker (SED), Leiter der Abteilung Leicht-, Lebensmittel- und bezirksgeleitete Industrie des ZK der SED
- Gerold Becker (1936–2010), Pädagoge, Leiter der reformpädagogischen Odenwaldschule, Missbrauchstäter
- Horst Bischoff (1936–2024), ehemaliger Leiter des Instituts der Zollverwaltung der DDR
- Arno Bohm (1936–2024), deutsch-US-amerikanischer Physiker, Professor an der University of Texas at Austin
- Gitta Günther (* 1936), Archivarin und Sachbuchautorin
- Anders Hultgård (* 1936), schwedischer Religionswissenschaftler und Theologe
- Klaus Kübler (1936–2007), Politiker (SPD) und Mitglied des Deutschen Bundestages
- Klaus Lemke (1936–2017), Gebrauchsgrafiker
- Harro Müller-Michaels (1936–2023), Literaturwissenschaftler, Hochschullehrer und Bildungspolitiker
- Dieter Nestler (1936–2014), Künstler
- Ulf Reiher (1936–2013), Theaterintendant
- Manfred Stolpe (1936–2019), Politiker (SPD)
- Wolfgang Thadewald (1936–2014), Sammler, Bibliograf, Verleger, Herausgeber, Autor und bedeutender Jules-Verne-Experte
- Christian Tomuschat (* 1936), Jurist und Hochschullehrer, Mitglied des UN-Menschenrechtsausschusses und der UN-Völkerrechtskommission
- Jörg Willer (1936–2017), Pädagoge und Hochschullehrer für Physikdidaktik
- Joachim Christian Becker (1937–1996), Politiker (CDU), Mitglied der Hamburgischen Bürgerschaft
- Matthias Bronisch (* 1937), Schriftsteller
- Hans-Joachim Frielinghaus (* 1937), Designer und Bildhauer
- Paul Kellermann (* 1937), deutsch-österreichischer Soziologe
- Günter Korell (1937–2023), Geschichts- und Sportlehrer und Handballspieler
- Ortrun Landmann (* 1937), Musikwissenschaftlerin
- Eckard Lindemann (1937–2023), Jurist und Kommunalpolitiker in Berlin (CDU)
- Illobrand von Ludwiger (1937–2023), Astrophysiker und Buchautor, bekannt durch Veröffentlichungen zum UFO-Phänomen
- Volker Nölle (1937–2024), Literaturwissenschaftler und Hochschullehrer
- Hasso Scholz (* 1937), Pharmakologe, Toxikologe und emeritierter Hochschullehrer
- Gerd-Eckhardt Schuster (1937–2013), Politiker (SED, PDS)
- Horst Sielaff (* 1937), Politiker (SPD) und Mitglied des Deutschen Bundestages, Bundesvorsitzender des Zentralverbandes Mittel- und Ostdeutscher
- Gudrun Theuerkauff (* 1937), Fechterin
- Asmus Werner (1937–2024), Architekt und Stadtplaner
- Dieter Berndt (1938–2013), Verpackungstechniker und Hochschullehrer
- Eberhard Felz (* 1938), deutscher Gebrauchsgrafiker
- Heiner Friedrich  (* 1938), Kunsthändler, Galerist und Museumsgründer
- Christoph Hellmundt (1938–2020), Musikwissenschaftler, Verlagslektor beim Reclam-Verlag in Leipzig, Übersetzer und Herausgeber
- Detlef Kappeler (* 1938), Architekt, Maler, Zeichner und Hochschullehrer
- Ayyub Axel Köhler (* 1938), seit 2006 Vorsitzender des Zentralrats der Muslime in Deutschland
- Monika Lennartz (* 1938), Schauspielerin und Hörspielsprecherin
- Dany Mann (1938–2010), Sängerin und Schauspielerin
- Hans-Jürgen Mohr (* 1938), Jurist, ehemaliges Vorstandsmitglied der Bayer AG
- Rudolf Müller (1938–2016), Politiker (CDU), Mitglied des Abgeordnetenhauses von Berlin
- Stefan Pelny (* 1938), Jurist, Staatssekretär im Justizministerium von Schleswig-Holstein
- Hans Christoph von Rohr (* 1938), Industriejurist
- Kurt Steinhaus (1938–1991), Soziologe und Politikwissenschaftler, hauptamtlicher Mitarbeiter der Deutschen Kommunistischen Partei
- Knut Amelung (1939–2016), Strafrechtswissenschaftler
- Eckhard Beetke (* 1939), Zahnmediziner und Hochschullehrer
- Burkhard Driest (1939–2020), Schauspieler und Drehbuchautor
- Hartmut Hofrichter (* 1939), Architekt, Denkmalpfleger und Hochschullehrer
- Jürgen Jentsch (* 1939), Politiker (SPD)
- Klaus-Peter Jörns (1939–2024), evangelischer Pfarrer, Theologe und Autor
- Siegfried Krug (1939–1968), Todesopfer an der Berliner Mauer
- Anselm Kühl (* 1939), Geologe und Hochschullehrer
- Katharina Kühl (* 1939), Autorin
- Jürgen Schmidt-Radefeldt (* 1939), Romanist und Sprachwissenschaftler
- Wighard Strehlow (* 1939), Heilpraktiker und Buchautor
- Henning Venske (* 1939), Schauspieler, Kabarettist, Moderator und Schriftsteller
- Wolfgang Weber (* 1939), Cellist
- Klaus Wiegandt (* 1939), Manager, bis 1998 Vorstandssprecher der Metro AG
- Klaus Winkelmann (1939–2007), Fußballspieler, Profi beim 1. SC Göttingen 05 und beim VfV Hildesheim
- Udo Wolter (1939–1993), Rechtshistoriker
- Bernd Albert (* 1940), Offizier, Generalmajor a. D., zuletzt Kommandeur der Offizierschule des Heeres
- Eberhard Blum (1940–2013), Flötist
- Helge Bofinger (1940–2018), Architekt und Hochschullehrer
- Horst Wolfgang Böhme (* 1940), Archäologe
- Jörg Holm (1940–2000), Schauspieler
- Peter Jäger (* 1940), Journalist und Autor
- Jutta Kruse (* 1940), Tischtennisspielerin
- Dieter Markhoff (* 1940), Politiker (CDU)
- Klaus Milbradt (1940–2007), Turner, DTB-Bundestrainer
- Lutz Riemann (1940–2023), Schauspieler, Journalist und Autor, bekannt als ‚Oberleutnant Zimmermann‘ in der Reihe Polizeiruf 110
- Heiko Schultz (* 1940), Politiker (SPD), ehemaliger Abgeordneter des Bayerischen Landtags
- Manfred Strahl (1940–2000), Journalist, Redakteur und Schriftsteller
- Hans Strelow (1940–2023), Galerist
- Otto Theel (* 1940), Politiker (SED, PDS, Die Linke)
- Norbert Trotz (* 1940), Jurist, Autor und Hochschul-Professor
- Manfred Vollack (1940–1999), Sachbuchautor, Verfasser heimatkundlicher Bücher über Pommern
- Joachim Wenzel (1940–2009), Jurist, Vizepräsident des Bundesgerichtshofs von 2002 bis 2005
- Peter Wintruff (* 1940), Politiker (SPD), Abgeordneter des Landtags von Baden-Württemberg

### 1941 bis 1945
- Joachim Behm (* 1941), Politiker (FDP), Landtagsabgeordneter in Schleswig-Holstein
- Eckhard Buchholz (* 1941), Maler und Grafiker
- Mechthild Dehn (* 1941), Erziehungswissenschaftlerin und Hochschullehrerin
- Volker Erdmann (1941–2015), Biochemiker, Professor an der Freien Universität Berlin
- Bernhard Glienke (1941–1996), Skandinavist und Hochschullehrer
- Klaus-Jürgen Hedrich (1941–2022), Politiker (CDU), Parlamentarischer Staatssekretär beim Bundesminister für wirtschaftliche Zusammenarbeit und Entwicklung
- Klaus Jahnke (1941–2015), Hals-Nasen-Ohrenarzt
- Knut Kiesewetter (1941–2016), Sänger, Liedermacher und Posaunist
- Gerd Kostmann (* 1941), Fußballspieler
- Fritz J. Krüger (1941–2025), Paläontologe
- Inge Lieckfeldt (* 1941), Eisschnellläuferin
- Werner Loewe (1941–2022), Politiker (SPD), Mitglied der Hamburgischen Bürgerschaft
- Jens Lüdtke (1941–2019), Romanist
- Hans-Jürgen Niehof (* 1941), Informatiker, ehemaliger Staatssekretär im Ministerium für Post- und Fernmeldewesen der DDR
- Detlev Riesner (* 1941), Biophysiker und Hochschullehrer
- Stefan Schmidt (* 1941), Kapitän, Flüchtlingsbeauftragter des Landes Schleswig-Holstein
- Wolfgang Schulz (1941–1992), Liedermacher, Komponist und Musikproduzent
- Wolfgang Wiens (1941–2012), Dramaturg und Theaterregisseur
- Jochen Ziska (* 1941), Formgestalter und Hochschullehrer, Rektor der Hochschule für industrielle Formgestaltung
- Michael Bürsch (1942–2012), Politiker (SPD), Mitglied des Bundestages
- Ernst Joachim Fürsen (* 1942), Jurist, Heimatforscher in Schleswig-Holstein und ehemaliger Vorsitzender des Canal-Vereins
- Peter Gäng (* 1942), Philosoph und Indologe
- Jochen Golz (* 1942), Germanist, ehemaliger Direktor des Goethe- und Schiller-Archivs in Weimar
- Ekhart Hahn (* 1942), Architekt, Stadtökologe und Hochschullehrer
- Manfred Jonischkies (* 1942), Offizier, zuletzt Generalmajor der NVA
- Bernd Köhlert (1942–1964), Söldner, fiel während der Simba-Rebellion im Kongo
- Ulrich Teichler (* 1942), Soziologe und Hochschulforscher, Professor an der Universität Kassel
- Dirk Vorberg (1942–2021), Psychologe und Hochschullehrer
- Hermann Wagner (* 1942), Gastroenterologe, Diabetologe und Hochschullehrer
- Dietrich Walther (1942–2016), Unternehmer, Gründer der Business and Information Technology School
- Ulli Wegner (* 1942), Boxtrainer und ehemaliger Amateurboxer
- Hans-Peter Baum (* 1943), Wirtschaftshistoriker, langjähriger Leiter des „Dokumentationszentrums für jüdische Geschichte und Kultur in Unterfranken“
- Volker Bischoff (* 1943), Amerikanist und Hochschullehrer
- Michael Ermann (* 1943), Arzt, Psychoanalytiker und Universitätsprofessor
- Jens Frehse (* 1943), Mathematiker und Hochschullehrer
- Michael Holm (* 1943), Schlagersänger, Texter und Produzent
- Bernd Janowski (* 1943), evangelischer Theologe
- Ursula Kantorczyk (* 1943), Slawistin
- Roland Kuchenbuch (* 1943), Schauspieler
- Wolfgang Meier (1943–2025), Leichtathletiktrainer
- Wolfram Wagner (* 1943), Chemieingenieur
- Margrit Barth (* 1944), Politikerin (SED, PDS, Die Linke), Mitglied des Abgeordnetenhauses von Berlin
- Jens-Andrees Bose (* 1944), Musikpädagoge, Liedermacher und Chordirigent
- Wolf-Rüdiger Bretzke (1944–2022), Logistikwissenschaftler und Hochschullehrer
- Volker Koepp (* 1944), Dokumentarfilm-Regisseur
- Wolfgang Schnur (1944–2016), Jurist, Mitbegründer und Vorsitzender der Partei Demokratischer Aufbruch

### 1946 bis 1960

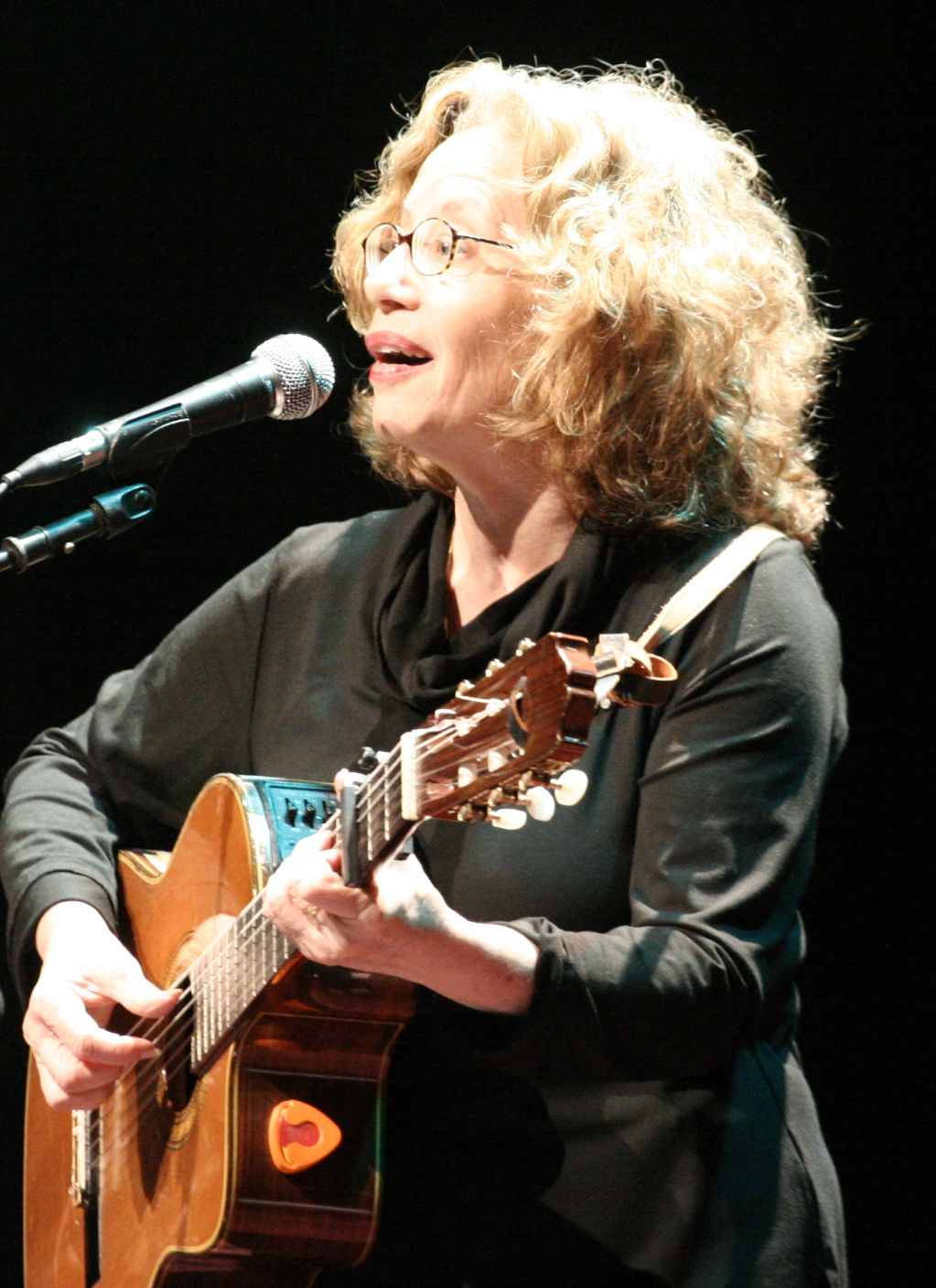
Chava Alberstein, Sängerin und Schauspielerin

- Chava Alberstein (* 1946), israelische Sängerin und Schauspielerin
- Bogdan Godras (1948–2020), Radrennfahrer und nationaler Meister im Radsport
- Alex Lubawinski (* 1950), deutscher Politiker (SPD), Mitglied des Abgeordnetenhauses von Berlin
- Jerzy Zieliński (* 1950), Kameramann
- Janusz Brzozowski (* 1951), Handballspieler und -trainer
- Ryszard Stadniuk (* 1951), Ruderer
- Marek Biliński (* 1953), Komponist und Multi-Instrumentalist
- Waldemar Kita (* 1953), polnisch-französischer Unternehmer und Fußballfunktionär
- Jan Bestry (* 1954), Politiker und Sejm-Abgeordneter
- Alicja Sakaguchi (* 1954), deutsch-polnische Sprachwissenschaftlerin und Hochschullehrerin
- Grażyna Borkowska (* 1956), Literaturhistorikerin und Literaturkritikerin
- Regina-Elisabeth Jäck (* 1956), deutsche Politikerin (SPD) und Abgeordnete der Hamburgischen Bürgerschaft
- Artur Daniel Liskowacki (* 1956), Schriftsteller, Essayist und Theaterkritiker
- Jan Maria Piskorski (* 1956), Historiker und Hochschullehrer
- Wojciech Reszko (* 1956), Judoka
- Andrzej Mąkowski (* 1957), Radrennfahrer
- Tomasz Grodzki (* 1958), Chirurg und Politiker (PO)
- Jerzy Hawrylewicz (1958–2009), Fußballspieler
- Piotr Walerych (* 1958), Politiker
- Zbigniew Płatek (* 1959), Radrennfahrer und nationaler Meister im Radsport
- Jarosław Biernat (1960–2019), Fußballspieler
- Waldemar Tarczyński (* 1960), Wirtschaftswissenschaftler, Rektor

### 1961 bis 1980

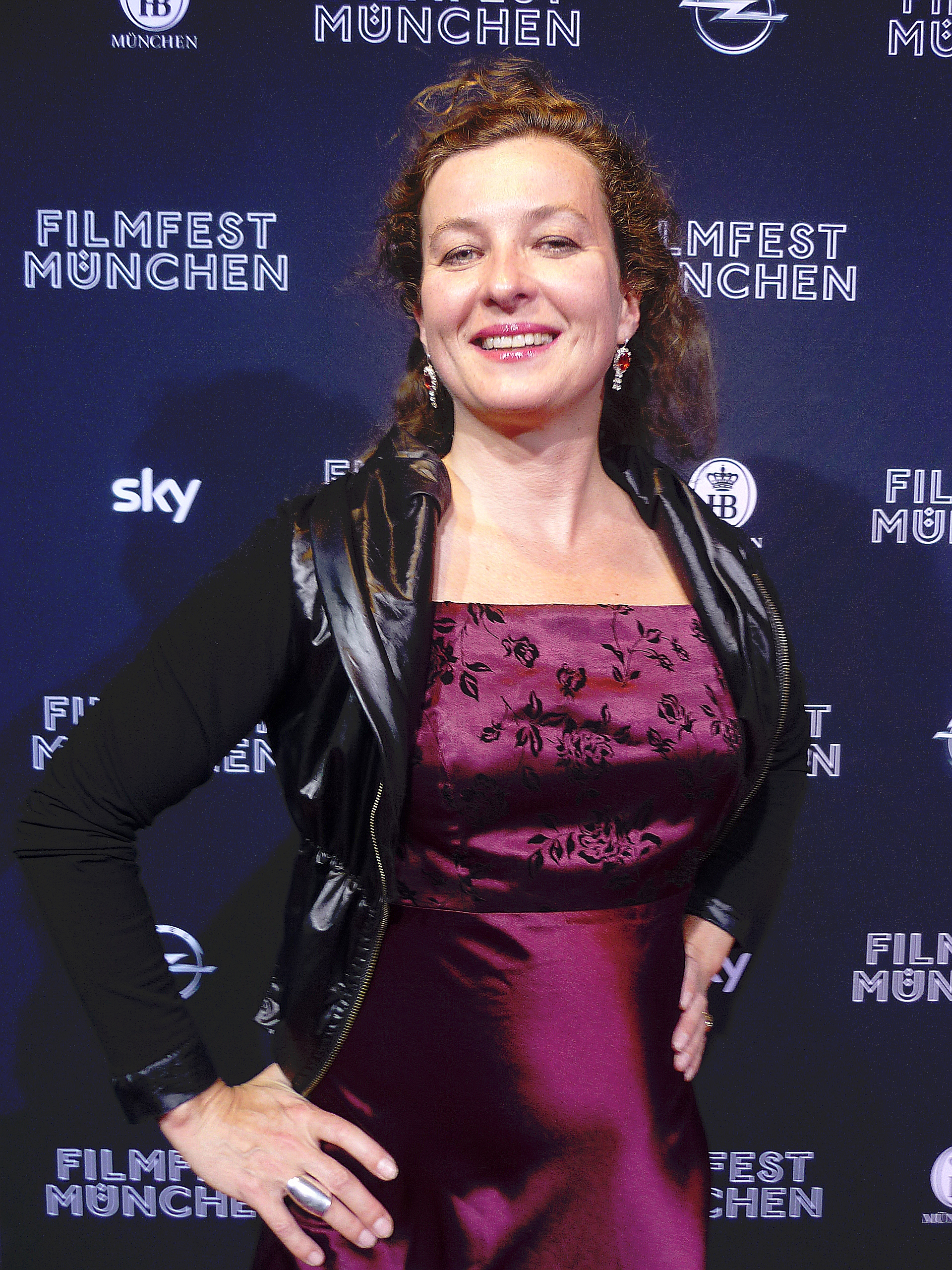
Isabella Lewandowski, Schauspielerin

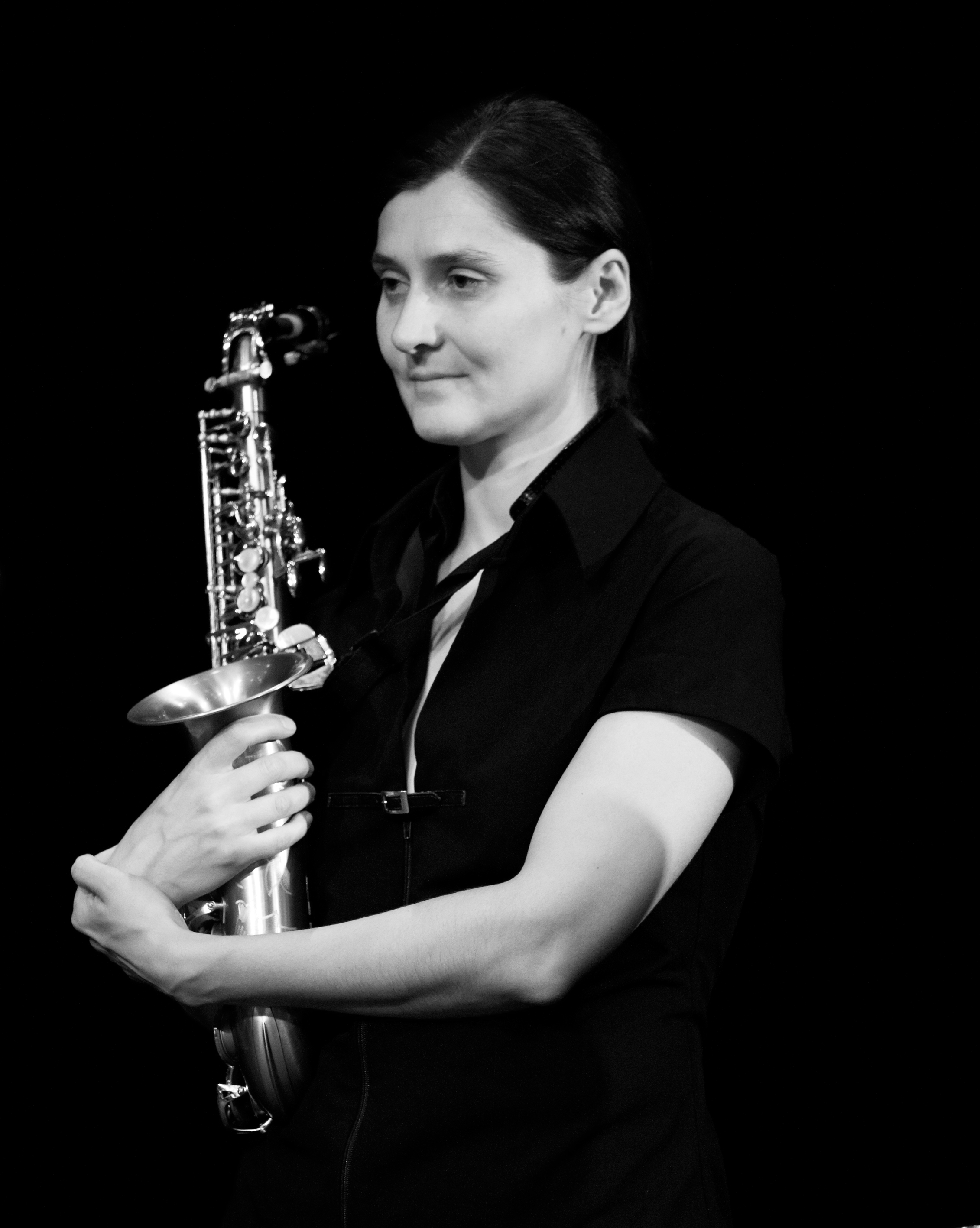
Angelika Niescier, Jazzmusikerin

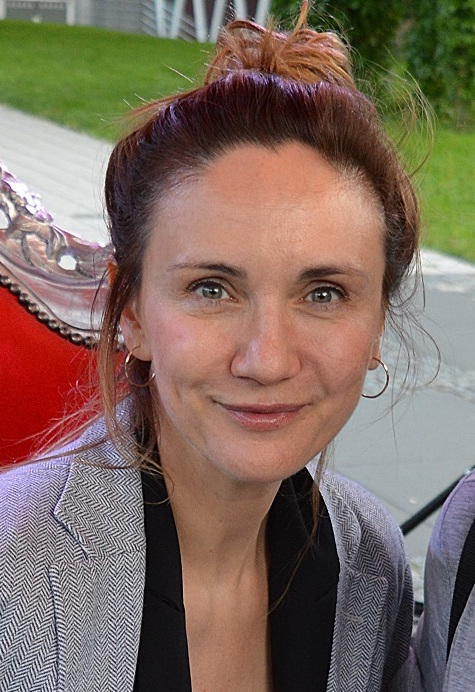
Ilona Ostrowska, Schauspielerin

- Anna Grabka (* 1961), Ballerina, Ballettmeisterin und Choreografin
- Andrzej Sikorski (* 1961), Radrennfahrer und nationaler Meister im Radsport
- Maciej Czyżowicz (* 1962), Pentathlet
- Krzysztof Warlikowski (* 1962), Theaterregisseur
- Brigitta Helbig-Mischewski (* 1963), deutsch-polnische Schriftstellerin, Literaturwissenschaftlerin und Übersetzerin
- Inga Iwasiów (* 1963), Literaturhistorikerin, Literaturkritikerin, Prosaschriftstellerin und Lyrikerin
- Cezary Urban (* 1963), Politiker und Abgeordneter des Sejm
- Aneta Kręglicka (* 1965), Miss World 1989
- Dariusz Wieczorek (* 1965), Politiker, Ingenieur und Tourismusmanager
- Kazimierz Sidorczuk (* 1967), polnisch-österreichischer Fußballtorwart
- Dariusz Miłek (* 1968), Unternehmer
- Dariusz Adamczuk (* 1969), Fußballspieler
- Andrzej Piątak (* 1969), Politiker, Sejm-Abgeordneter
- Isabella Lewandowski (* 1970), deutsche Schauspielerin
- Angelika Niescier  (* 1970), deutsche Jazzmusikerin und Bandleaderin
- Marek Kolbowicz (* 1971), Ruderer
- Agata Kulesza (* 1971), Schauspielerin
- Katarzyna Nosowska (* 1971), Sängerin
- Albert Stankowski (* 1971), Historiker, Leiter der Immateriellen Sammlung des Museums der Geschichte der polnischen Juden
- Radosław Majdan (* 1972), Fußballspieler
- Piotr Klimek (* 1973), Musikwissenschaftler, Komponist und Hochschullehrer
- Grzegorz Napieralski (* 1974), Politiker, Sejm-Abgeordneter
- Bartek Nizioł (* 1974), Violinist, Konzertmeister des Orchesters der Oper Zürich
- Ilona Ostrowska (* 1974), Schauspielerin
- Sylwia von Wildburg (* 1977), deutsche Schauspielerin
- Adrian Put (* 1978), Geistlicher, Weihbischof in Zielona Góra-Gorzów
- Piotr Staczek (* 1978), Fußballspieler
- Grzegorz Rasiak (* 1979), Fußballspieler
- Krzysztof Minkowski (* 1980), Theaterregisseur

### 1981 bis 2000
- Adam Liszczak (* 1981), Fußballspieler
- Damian Zieliński (* 1981), Radrennfahrer

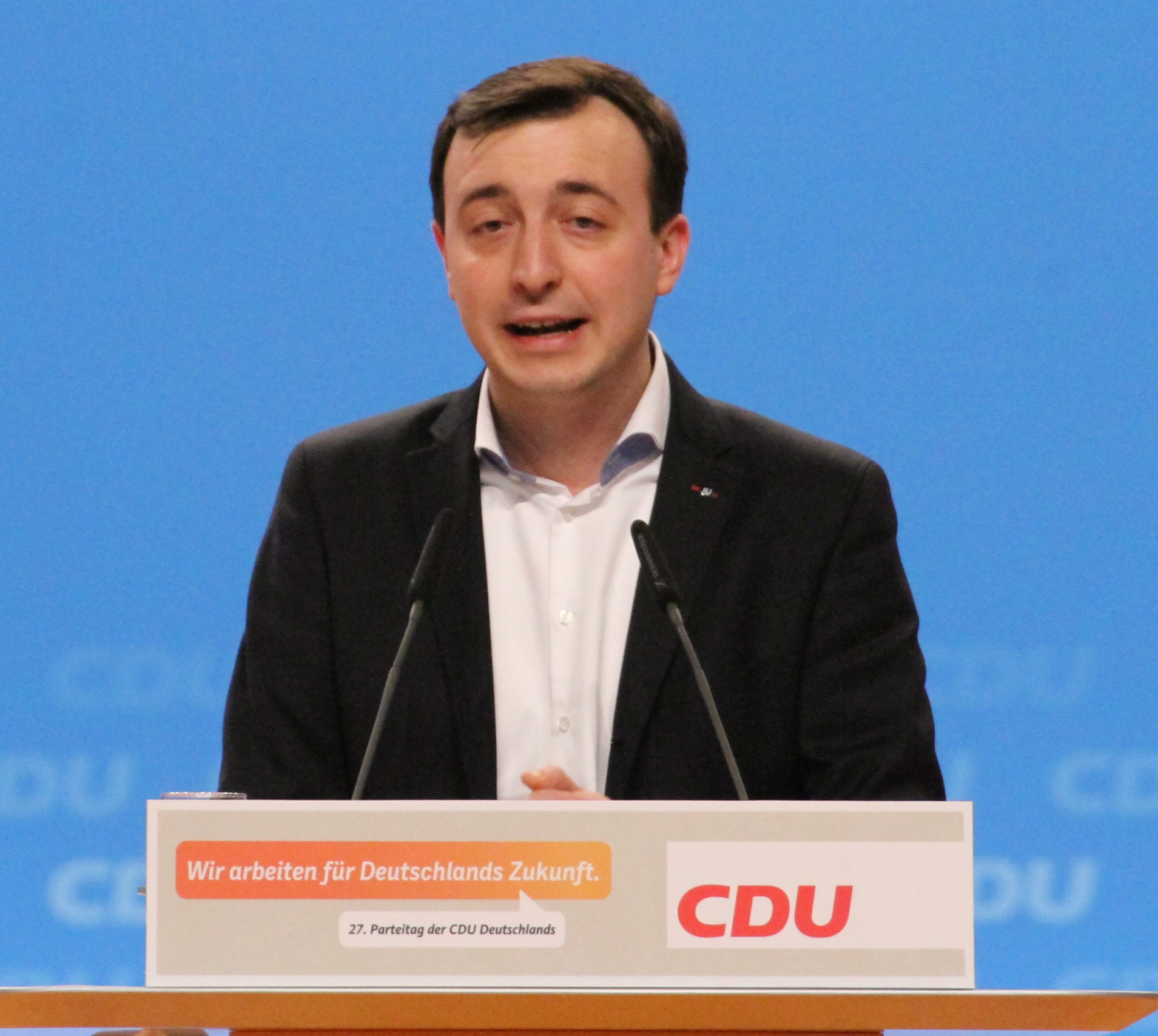
Paul Ziemiak, Generalsekretär der CDU NRW

- Szymon Szewczyk (* 1982), Basketballspieler
- Aldona Kopkiewicz (* 1984), Dichterin und Publizistin
- Michał Marcinkiewicz (* 1984), Politiker
- Patrycja Pożerska (* 1984), Fußball-Nationalspielerin
- Konrad Wasielewski (* 1984), Ruderer
- Piotr Celeban (* 1985), Fußballspieler
- Tomasz Lazar (* 1985), Fotograf
- Przemysław Stańczyk (* 1985), Schwimmer
- Paul Ziemiak (* 1985), deutscher Politiker (CDU)
- Katarzyna Baranowska (* 1987), Schwimmerin
- Marcin Lewandowski (* 1987), Leichtathlet
- Kamil Grosicki (* 1988), Fußballspieler
- Agnieszka Skrzypulec (* 1989), Seglerin
- Małgorzata Wojtyra (* 1989), Radrennfahrerin
- Rafał Przybylski (* 1991), Handballspieler
- Filip Starzyński (* 1991), Fußballspieler
- Rafał Janicki (* 1992), Fußballspieler
- Patryk Walczak (* 1992), Handballspieler
- Emilia Zdunek (* 1992), Fußballspielerin
- Martyna Dąbrowska (* 1994), Sprinterin
- Martyna Swatowska-Wenglarczyk (* 1994), Degenfechterin
- Karolina Kochaniak-Sala (* 1995), Handballspielerin
- Daria Michalak (* 1995), Handballspielerin
- Bartosz Zmarzlik (* 1995), Speedway-Fahrer
- Aleksandra Orowicz (* 1996), Handballspielerin
- Aleksandra Zimny (* 1996), Handballspielerin
- Marlena Urbańska (* 1998), Handballspielerin
- Kornelia Grosicka (* 1999), Fußballspielerin
- Daria Kuczer (* 1999), Tennisspielerin
- Blanka Stajkow (* 1999), Sängerin und Model

## 21. Jahrhundert
- Filip Jarota (* 2001), Squashspieler